# Подольськ
Подо́льськ (рос. Подольск) — місто, центр Подольського міського округу Московської області, Росія. Великий промисловий і культурний центр Московської області.

## Етимологія
В основі назви апелятив — подол — «схил гори, пагорбу, височини» або «місце під горою, пагорбом, височиною», як правило, біля річки. У східних слов'ян поділ (і посад) — це місце проживання міського населення на відміну від вишгороду — місця перебування знаті і князів. Подоли були в багатьох давньоруських містах, у тому числі і в Москві. Попередні назви Подольська — село Подол-Пахра та Подол, тобто поселення, розташоване під височиною біля річки (річка Пахра). Топоніми від апелятива «поділ» відомі в західних та південних слов'ян.
Згідно з місцевою легендою, місто отримало свою назву через те, що, проїжджаючи через село, імператриця Катерина II випадково намочила поділ своєї сукні. Від цього і пішла назва Подол, а потім Подольськ.

## Географія
Подольськ розташований на Москворецько-Окській рівнині, у центрі Східноєвропейської рівнини, на берегах річки Пахри (правої притоки річки Москви). Місто розташоване на південь від столиці, за 36 км від центру Москви і за 15 км від МКАД, на автомагістралі і залізничній лінії Москва — Сімферополь. Займає площу 4005,6 гектарів. Більша частина Подольська розташована на правому березі Пахри і на захід від залізничної магістралі.
| Найближчі міста               | Найближчі міста | Найближчі міста         |
| ----------------------------- | --------------- | ----------------------- |
| Північний захід: Москва       | Північ: Москва  | Північний схід: Видне   |
| Захід: Москва                 |                 | Схід: Домодідово        |
| Південний захід Наро-Фоминськ | Південь: Чехов  | Південний схід: Міхнево |

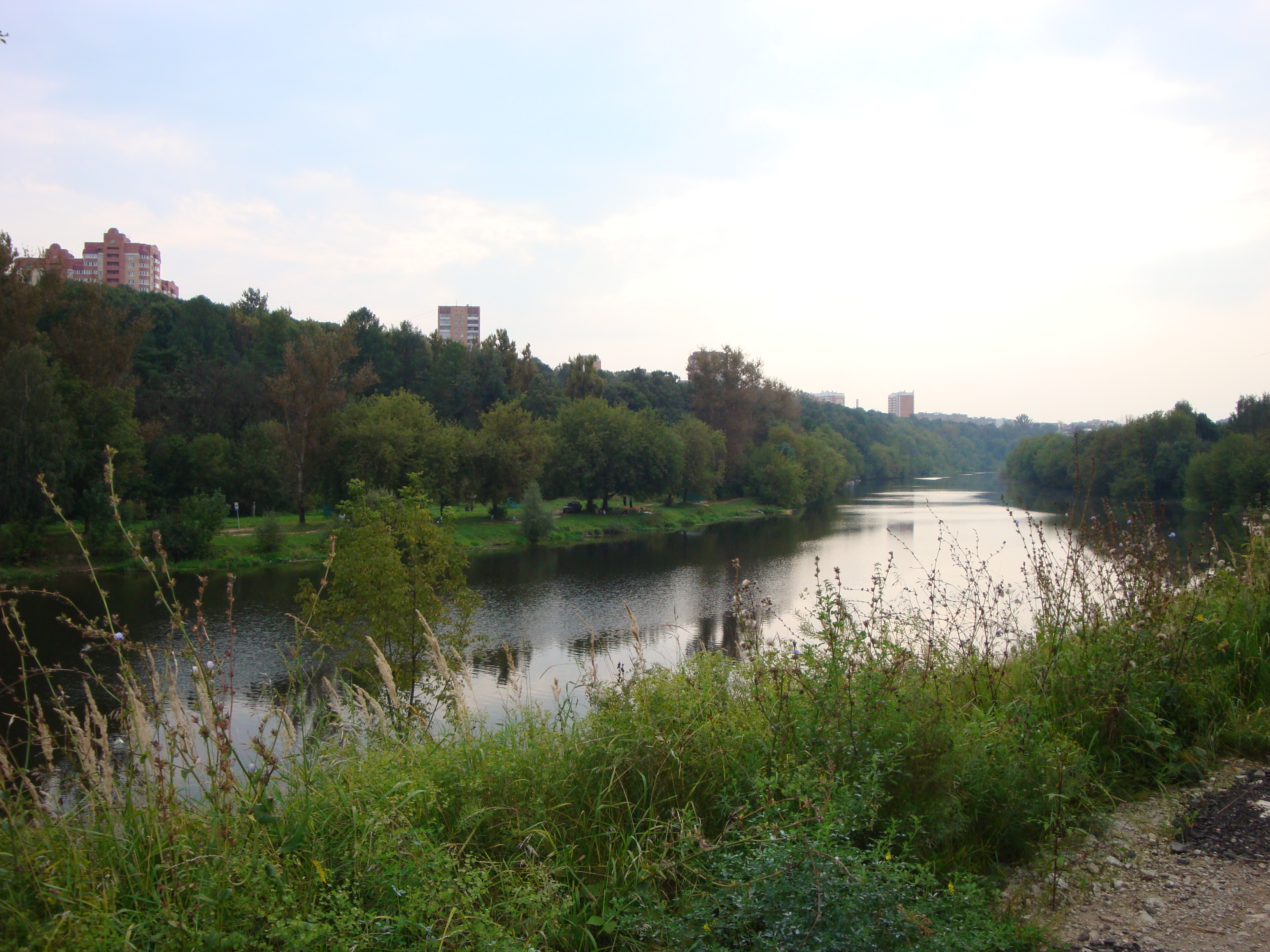
Річка Пахра в Подольську

Геологічна будова території, на якій розташований Подольськ, аналогічна будові Східноєвропейської рівнини: вона рівнинна, але в той же час не плоска, з перепадом висот. Місто розташоване на території Москворецько-Окської фізико-географічної провінції підзони мішаних лісів лісової зони з переважанням ландшафтів моренних і воднольодовикових рівнин. Ґрунти — алювіальні, сірі лісові. На території міста знаходяться поклади доломітизованого вапняка, відомого як «подольський мармур». Але його видобування в наш час[коли?] не ведеться.
Клімат — помірно континентальний з відносно м'якою зимою, частими відлигами і теплим вологим літом. Часте проходження циклонів з Атлантики і деколи з Середземноморря обумовлює збільшенням хмарності. Середньосічнева температура становить близько −10,6 °C, середньолипнева — +17,4 °C. Середня тривалість безморозного періоду — близько 130 днів. Середньорічна кількість опадів — 550 мм з коливаннями в окремі роки від 390 до 850 мм. Максимум опадів (390 мм) випадає літом, мінімум (160 мм) — зимою.
Місто Подольськ, як і вся Московська область, знаходиться в часовому поясі, який позначають за міжнародним стандартом як Moscow Time Zone (MSK/MSD). Зміщення відносно UTC становить +3:00 (MSK, зимовий час) / +4:00 (MSD, літній час), так як в цьому часовому поясі діє перехід на літній час. Московський час відрізняється від поясного часу на одну годину, так як на території Росії діє декретний час.

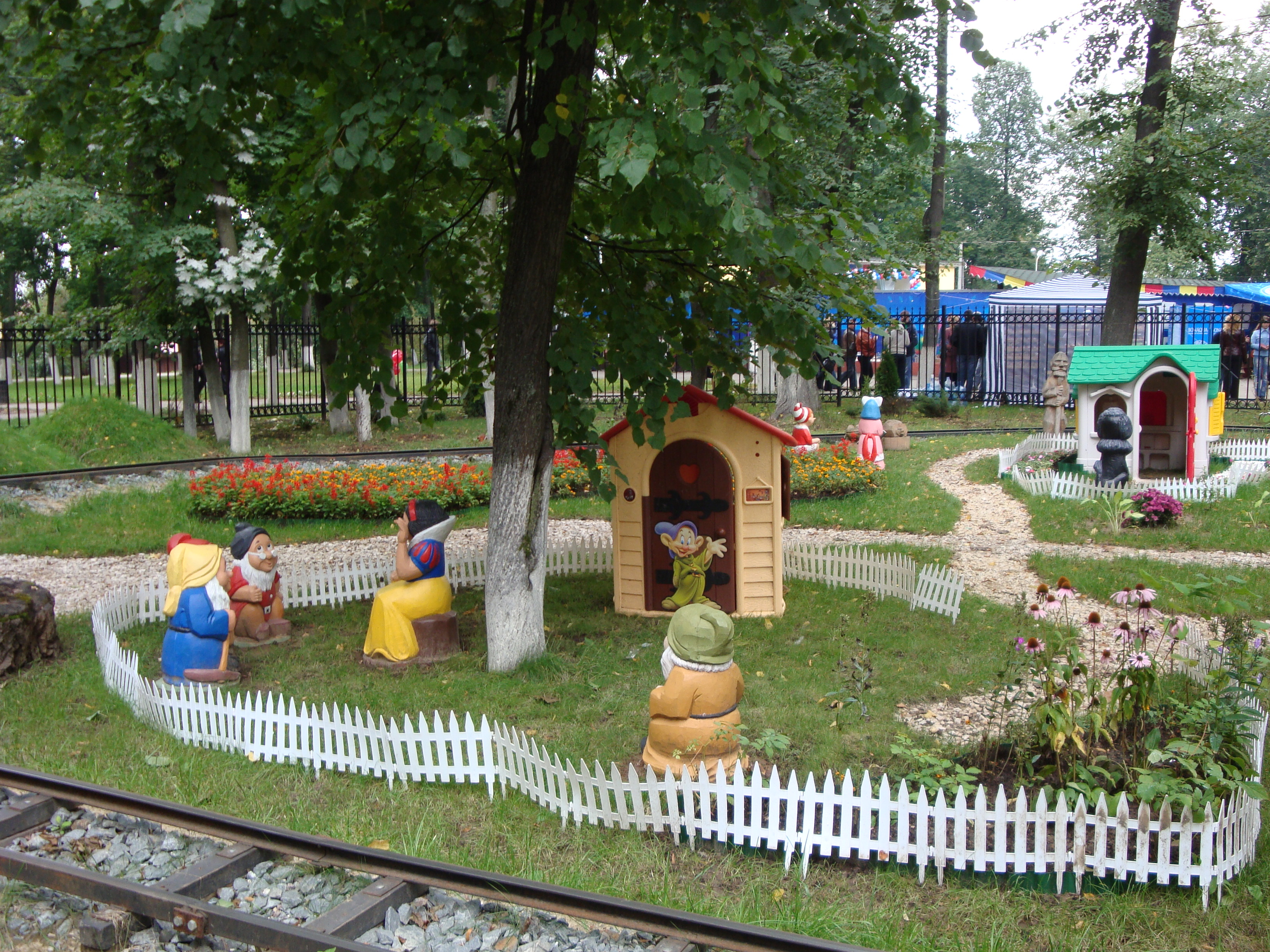
Міський парк культури та відпочинку ім. В. Талаліхіна

У цілому Подольськ характеризується невисоким рівнем забруднення атмосферного повітря. Згідно з проведеними аналізами, рівень його забруднення в місті, як правило, варіюється від підвищеного до пониженого. При цьому показники залежать від пори року, а також метеоумов. Але на початку XXI століття стан погіршується, і основними забруднювачами є численні промислові підприємства й автомобільний транспорт, загальна кількість якого щорічно збільшується на 10—15 тисяч машин. Максимальне навантаження на повітряне середовище приходиться на північний схід і схід міста (тобто на промислову зону), а також Центральний район.
В Подольську є велика кількість паркових насаджень. В Парковому мікрорайоні Подольська знаходиться Міський парк культури та відпочинку ім. В. Талаліхіна, на території якого розташовані атракціони (в тому числі, оглядове колесо), дитячі майданчики, кафе, Зелена естрада (на якій у вересні 1987 року пройшов перший в СРСР рок-фестиваль). В останні роки в ньому проведена реконструкція з благоустрою території. Крім цього, у місті є багато скверів та лісопарків: Катерининський сквер біля школи № 3, сквер Перемоги, сквер вулицями Комсомольською та Великою Зельоновською, лісопарки «Дубки», «Ялиночки», «Березки» та інші. До території Подольська також примикають значні лісопаркові масиви.

## Населення
Станом на 1 січня 2007 року чисельність населення Подольська становила 179,4 тис. людей, що робило його третім за чисельністю населення містом Московської області після Балашихи і Хімок (за даними міграційної служби міста в 2006 році в Подольську проживало, з обліком тимчасових мігрантів, понад 230 тис. людей), з них: 24,6 тис. дітей дошкільного і шкільного віку (в тому числі 12,7 тис. хлопчиків і 11,9 тис. дівчаток); 54,4 тис. пенсіонерів (в тому числі 19 тис. працюючих). 1 січня 2008 року чисельність населення Подольська становила 180 тисяч осіб: вперше за останні 17 років в 2007 році в місті спостерігається приріст населення (він становив 580 людей). До 1 січня 2009 року чисельність населення Подольська зросла до 182 431 людини. В економіці міста зайнято близько 82 тис. людей. Багато жителів міста кожен день їздять в Москву на роботу, утворюючи маятникову міграцію.
У 2008 році в Подольську народилось 2260 дітей (приріст народжуваності у порівнянні з 2007 роком — 14,6 %), з них хлопчиків — 1166, дівчаток — 1094. При цьому в сім'ях подольчан народилось 1228 первенців (54 % від загальної кількості новонароджених), других дітей — 759 (34 %), третіх — 152, четвертих — 46, п'ятих — 13 дітей, шостих — 1, восьмих — 1. Найпопулярнішими іменами, які давали батьки своїм дітям в 2007 році, були: чоловічі — Максим, Микита, Артем, жіночі — Анастасія, Дарія, Вікторія. Найбільш рідкісні імена — Єлисей, Інесса, Анфіса, Єва. Показник смертності у порівнянні з 2007 роком знизився на 1,4 %, але, як і в попередні роки, він перевищує народжуваність. Середня тривалість життя в Подольську в 2007 році становила 67 років: у жінок — 73, у чоловіків — 61. Першість серед причин смерті і досі належить хворобам серцево-судинної системи (57 %).
За статистикою 2006 року покращення соціально-економічного стану населення призвело до деякого зменшення загального коефіцієнту смертності (вона становила 19,2 проміле) і збільшенню загального коефіцієнту народжуваності (вона становила 10,8 проміле, що на 1,3 % вище середньообласного).
| Рік          | 1897  | 1926  | 1939  | 1956  | 1959  | 1962  | 1967 | 1970 | 1973  | 1976  | 1979  | 1982  | 1986 |
| ------------ | ----- | ----- | ----- | ----- | ----- | ----- | ---- | ---- | ----- | ----- | ----- | ----- | ---- |
| Тис. жителів | 3,8   | 19,7  | 72    | 113   | 129   | 144   | 163  | 169  | 180   | 194   | 201,7 | 206   | 208  |
| Рік          | 1989  | 1992  | 1996  | 1998  | 2000  | 2001  | 2003 | 2005 | 2006  | 2007  | 2008  | 2009  | 2010 |
| Тис. жителів | 209,1 | 207,6 | 199,7 | 196,8 | 194,3 | 193,2 | 181  | 180  | 179,5 | 179,4 | 180   | 182,4 |      |

## Релігія
В місті діє декілька релігійних громад, більшість з яких є християнськими. Найбільша — православна. Православні приходи і храми перебувають у підпорядкуванні Подольського благочиння Московської єпархії Рускої Православної Церкви. Окрім цього, у Подольську існують приходи і об'єднання різноманітних релігійних напрямків: Церкви християн адвентистів сьомого дня, Церкви Ісуса Христа.
З 1998 р. діє ісламська релігійна організація «Рахман», йде будівництво мечеті.

## Планування

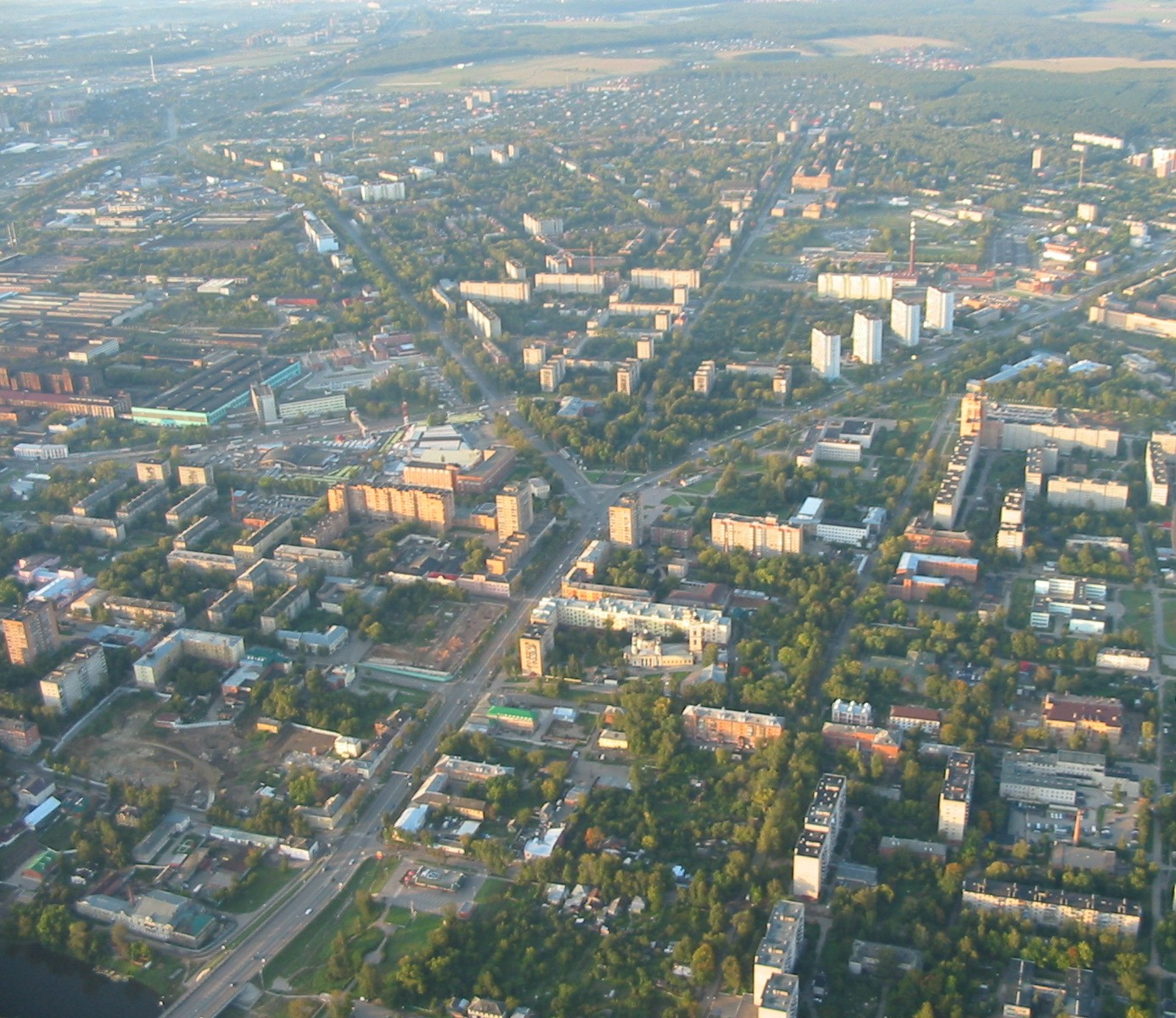
Центр Подольська (вигляд на центр міста і площу Леніна з півночі)

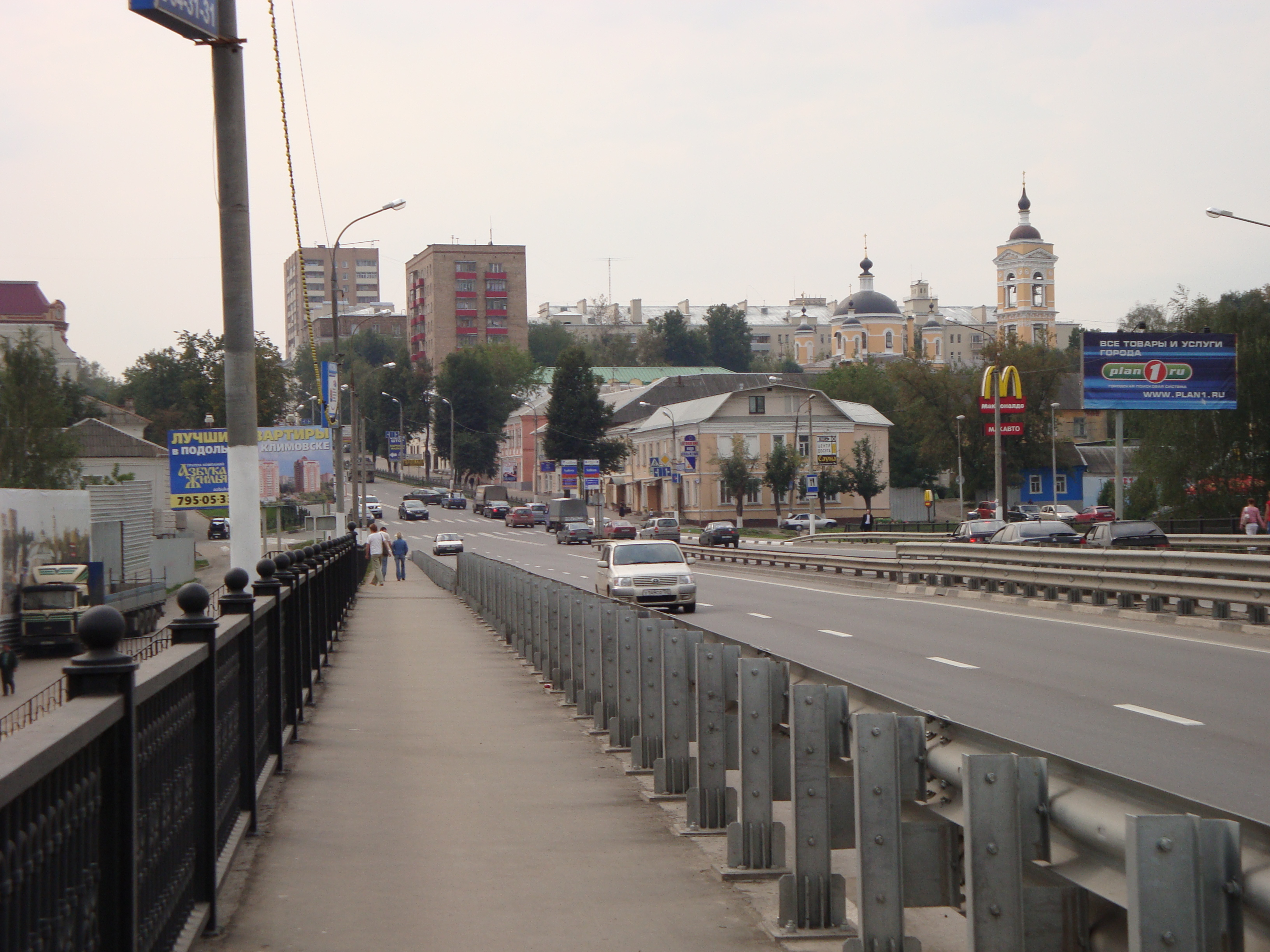
Вигляд на проспект Леніна з мосту через річку Пахру

Сучасний центр міста — площа Леніна, на якій розташована будівля Ради депутатів і Адміністрації міста Подольська та багато інших установ, у тому числі, Будинок Книги і Виставковий зал. Від Площі Леніна йдуть дороги в 6 напрямках — проспект Леніна на північний схід (до моста через річку Пахру, музею «Подолля», у північну частину міста, до Подольського ДБК і мікрорайону Новосирово), вул. Комсомольська — на південний захід і на південний схід (до шляхопроводу через залізничну колію і в східну частину міста), вулиця Велика Серпуховська на південь (до ПЕМЗ, Дитячого світу, шляхопроводу через залізничну колію, мікрорайону Кутузово і на Климовськ), вул. Свердлова на південний захід, вул. Кірова на південний захід. Приблизно за 2 км на захід від площі Леніна на березі річки Пахри — садиба Івановське і Краєзнавчий музей, за 2 км на схід — площа Вокзальна, залізнична станція Подольськ і автовокзал.
Північна частина міста відокремлена від центру річкою Пахра, через яку лише 2 мости — на проспекті Леніна і в західній частині, у районі Дубровиць. Східні мікрорайони відокремлені від центра міста магістральною залізничною колією, через яку є три шляхопроводи — на проспекті Юних Ленінців (південніше платформи Силікатна), на Комсомольській вулиці (південніше залізничного вокзалу) і на Великій Серпуховській вулиці (північніше платформи Кутузовська). В центральній частині міста, на узбережжі Пахри, збереглась регулярне планування 1784 року і житлові будинки кінця XIX — початку XX століття.
| №   | Райони        | Карта |
| 1.  | Червона Гірка |       |
| 2.  | Ново-Сирово   |       |
| 3.  | Парковий      |       |
| 4.  | Залінійний    |       |
| 5.  | Центральний   |       |
| 6.  | Зельоновський |       |
| 7.  | Івановський   |       |
| 8.  | Міжшосейний   |       |
| 9.  | Ювілейний     |       |
| 10. | Кузнєчікі     |       |
| 11. | Фетищево      |       |
| 12. | Висотний      |       |
| 13. | Шепчинкі      |       |
| 14. | Кутузово      |       |
| --- | ------------- | ----- |

| Центральний (МЖРП-1) | 10,7 | 69/220,8  | 168,5  |
| Ново-Сирово (МЖРП-2) | 28,2 | 304/422,4 | 1294,2 |
| Шепчинкі (МЖРП-3) | 22,8 | 181/292,6 | 308,8  |
| Залінійний (МЖРП-4) | 25,2 | 201/444   | 1102,4 |
| Міжшосейний (МЖРП-5) | 12,7 | 78/220,7  | 168,5  |
| Кутузово (МЖРП-9) | 12,7 | 62/212,3  | 156,8  |
| Зельоновський (МЖРП-12) | 10,4 | 46/189,6  | 79,3   |
| Парковий (МЖРП-14) | 11,9 | 38/238,4  | 78,8   |
| Ювілейний-Фетищево (ЖПЭТ-1) | 28,6 | 97/474    | 293,2  |
| Висотний-Івановський (ЖПЭТ-2) | 27,2 | 145/411   | 293,2  |
| Джерело: Інформаційний вісник кандидата на посаду мера міста Подольська Н.І.Пестова «Хороші новини». Виготовлено в ГУП МО Подольська фабрика офсетного друку. Замовлення 2585. Тираж 10 000. Дата випуску 07.03.2006 |      |           |        |

## Історія

### Рання історія
В результаті археологічних розкопок на території міста і району були знайдені кістяні і кремнієві предмети, які відносяться ще до 7 тисячоліття до нашої ери, тобто до епохи мезоліту (VII—V тисячоліття до нашої ери). Перше поселення, стоянка первісних людей була знайдена в Дубровицях, на місці злиття Десни і Пахри.
У залізну добу (VIII—V століття до нашої ери) територію сучасного Подольська населяли представники фіно-угорських (в тому числі, племені меря) і балтійських племен. Під час розкопок на лівому березі Пахри були знайдені глиняні і перші залізні вироби, які датуються цією епохою. Знайдені залишки глиняного посуду, який виготовлявся в той час без застосування гончарного кола і обпалювався на вогнищі. Серед городищ залізного віку виділяється фіно-угорське селище Кузнєчікі, яке займало мис, який впадає в Петрицю, притока Мочі. Тут були знайдені залишки будинку, вогнища, керамічні вироби, грузики дяковського типу. Фіно-угорський вплив відобразився, у тому числі, на місцевій топоніміці: фіно-угри дали назву річці Пахрі.
У IX—X століттях на території Подольского району відбулось розселення слов'янських племен, які стали сусідами з місцевими фіно-уграми. Знахідки археологічних досліджень на території міста (кільця, підвіски, керамічні вироби з сірої і білої глини, виготовлені на гончарному крузі) доказують, що в X—XIV століттях в цій місцевості проживали слов'янські племена в'ятичів. Як і у випадку з фіно-уграми, слов'янська присутність відбилась на назвах місцевих географічних об'єктів: слов'яни дали назви річкам Десна (в перекладі з давньоруської мови — «права», що говорить про рух слов'ян від гирла Пахри до її витоку) і Моча.
У XII столітті в руських літописах з'явились свідчення про вятичні міста, перш за все Перемишль Московський, розташованому на річці Мочі (був заснований Юрієм Долгоруким в 1152 році) недалеко від сучасного Подольська. До XVII століття роль Перемишля знизилась, і в цей же час воно вже називалося в писцових книгах не містом, а городищем.

### Подольськ у XVII— на початку XX століть
Перша письмова згадка про місцевих жителів відноситься до 1627—1628 років. З початку на території міста розташовувалось село Подол, яке було вотчина московського Данилова монастиря аж до 1764 року і входило в склад Московського повіту Молоцького стану. Окрім хліборобства і городництва жителі займались перевезенням (перевозили через Пахру вози, сани, карети), мали постоялі двори з кабаками, видобували бут, білий камінь і «подольський мармур». В Москву вивозили в основному продукти харчування, з Москви — мануфактурні вироби. Наприкінці XVII століття в Подолі був відкритий за вказівкою царя Петра I поштовий стан «Пахра Тульска». Жителі села відносились до категорії державних селян, що значно полегшувало їхнє життя у порівнянні з приватновласними селянами (податки, які вони платили державі, були нижчі).
У 1764 році пором через Пахру був замінений плавучим мостом, а будівництво Кримського тракту покращило економічну ситуацію в селі. В цьому ж році була проведена секуляризація монастирських земель: село стало економічним, тобто перейшло під управління державної колегії економії (1764—1781).
За наказом імператриці Катерини II 5 жовтня (15 жовтня) 1781 року село Подол було перетворене в місто, яке стало центром Подольського повіту Московської губернії. До того часу в Подольську нараховувалось 108 дворів і 856 жителів. Основним заняттям жителів був видобуток буту і білого каменя, з якого, наприклад, була зведена знаменита церква Знамення Пресвятої Богородиці в Дубровицях. 20 грудня (31 грудня) 1781 року місту був присвоєний герб: «Два золоті, які використовують каменотеси інструменти, у блакитному полі; в знак того, що жителі сим промислом збагачуються».
16 січня 1784 року був затверджений «прожектований» регулярний прямокутний план забудови міста з поздовжно-поперечною сіткою вулиць. Місто було поділене на 20 кварталів. Дев'ятнадцятий називали «міщанським», сімнадцятий — «дворянським», а між — «вісімнадцятий» — «купецький». Сліди старовинного планування збереглись на правому березі Пахри, вздовж центральної планувальної осі московської дороги.
У 1796 році, за наказом імператора Павла I, Подольськ став заштатним містом, а поштовий стан був переведений в село Молоді. Поштова станція була відкрита тільки в 1801 році, а в 1802 році, за наказом Олександра I, Подольськ знову став центром уїзда.
У вересні 1812 року в місті нетривалий час перебували французькі війська, які завдали йому відчутної шкоди. На згадку про ці події в місті був зведений Троїцький собор (нині стоїть у центрі міста, навпроти БК ім. Карла Маркса).

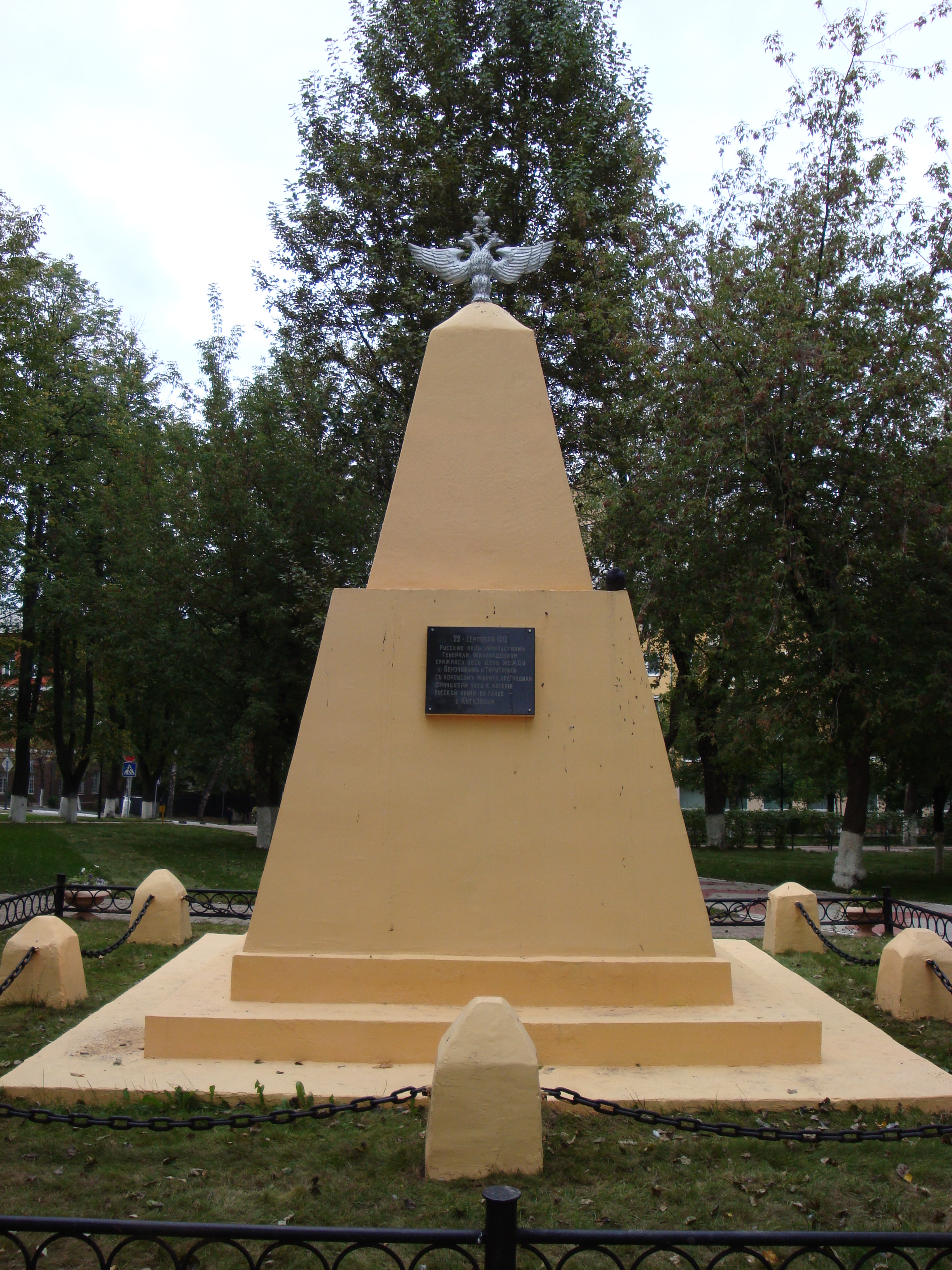
Памятник-обелиск гренадерам Мілорадовича на Соборній площі.

Розквіт громадського життя в Подольську відноситься до часів генерал-губернаторства в Москві графа А. А. Закревського, у якого поблизу Подольська був маєток — село Івановське (тепер знаходиться в межах міста). До того часу відноситься розквіт в місті кам'яного зодчества, з'явився міський парк (в теперішній час Міський парк ім. Віктора Талаліхіна).
Розвитку міста сприяло прокладене в 1844—1847 державне Варшавське (Брест-Литовське) шосе. В 1864 році був збудований дерев'яний міст через Пахру, але він простояв близько року, після чого завалилися. Новий міст був побудований військовими інженерами вже за системою американського інженера Гау, завдячуючи чому проіснував 60 років. До середини XIX століття площа міста становила вже 106 га. У 1866 році до Подольська прокладена Московсько-Курська залізниця, яка дала поштовх розвитку місцевої промисловості.
Торговий капітал, нажитий на постоялих дворах, призвів до появи в місті приватних заводів. Найвідомішими з них в першій половині XIX століття були Воскобільний, Броварний, Шкірний і Солодовинний заводи. В першій половині століття Подольськ залишався, у великій мірі, містом купців і міщан, тому головну роль продовжувала відігравати торгівля. Але в другій половині XIX століття Подольськ став містом промислового капіталу, почався стрімкий розвиток промисловості. В 1875 році був відкритий цементний завод Пороховщикова (в 1913 році 95 % всього вантажу, який відправлявся з Подольська, був цемент).
У 1900 році американська компанія «Зінґер», яка займалась збором швейних машин, купила ділянку землі в Подольську, приступивши до будівництва свого першого в Росії заводу. Сама компанія «Зінґер» появилась на російському ринку ще в 1860-х роках. Але до будівництва заводу в Подольську вся продукція завозилась з-за кордону, що значно збільшувало вартість швейних машин. Якраз бажання уникнути здорожчання продукції в значній мірі підштовхнуло «Зінґер» до будівництва свого заводу в Росії. Випуск першої продукції (побутових швейних машин) був налагоджений в Подольську вже в 1902 році. Приріст виробництва на заводі продовжувалось аж до революції 1917 року. До 1917 року на його території розташовувалось 37 виробничих корпусів і працювало понад 5 тисяч працівників. У 1915 році один з корпусів «Зінґера» був переданий в оренду евакуйованому з Прибалтики військовому заводу «Земгор», який випускав військові снаряди. В цьому ж році розпочалось будівництво кабельного заводу Московським товариством міднопрокатних і кабельних заводів, але через революції воно не було завершено. Разом із ростом промислового виробництва в місті був відмічений і демографічний ріст, при цьому в місті спостерігались найвищий рівень приросту населення серед міст Московської губернії.

### Роки революції. Встановлення радянської влади
Недивлячись на значні успіхи в економічному житті, ситуація в соціально-політичній сфері життя міста наприкінці 1910-х років була складна, як і всюди в країні. Переорієнтація економіки на виробництво військової продукції, збільшення робочого дня, перебої в постачанні продуктів і інші фактори вели до підсилення незадоволення працівників. В місті почалась більшовицька пропаганда через лікарняні каси, драматичні гуртки, кооперативи. В ніч на 28 лютого 1917 року в Подольську з'явилися перші вісті про свержении монархії, а на наступний же день пройшли мітинги (близько 7 тисяч людей) на підтримку робочих Петрограду і Москви.
Тоді ж в місті була утворена Подольська Рада робочих депутатів, яка складалася із 150 людей. Головою виконкому Ради був обраний більшовик Н. Г. Чижов. В Раду були також обрані меншовики, есери, анархісти. 1 березня при підтримці солдат була розформована поліція і створена народна міліція, встановлений контроль над телеграфом. В цей же день Рада була перейменована в Подольська рада робочих і солдатських депутатів. 22 березня на підприємствах міста був уведений 8-годинний робочий день, сформовані фабрично-заводські комітети. В зв'язку з тим, що Тимчасовий уряд відмовився фінансувати діяльність Рад, було введено самообкладення: робітники Подольська відраховували від 0,5 до 2 % в фонд Ради.
Одночасно в Подольську був утворений орган Тимчасового уряду — уездний комітет суспільних організацій на чолі з Тихомировим.
У цей же час проходило поступове зміцнення позицій більшовиків і збільшення їх прибічників. 3 березня було проведене зібрання, присвячене питанню про створення уездного комітету РСДРП. В середині березня в Подольську пройшов другий партійний з'їзд, згідно з рішенням якого був утворений Подольський уездний комітет РСДРП. Одночасно було взято курс захоплення влади більшовиками. 11 (24) червня вийшов в світ перший номер газети «Вісті Подольської Ради робочих і солдатських депутатів» (сучасний «Подольський робочий»), яка стала важливою складовою більшовицької пропаганди
В червні відмічався ріст революційних настроїв робітничого класу. Велика частина підприємств Московського регіону була вимушена закритися. Проте це не вдалось здійснити в Подольську: Подольська Рада робочих і солдатських депутатів, у якого 8 липня 1917 року пройшло об'єднане зібрання, прийняв резолюцію «Про запропоноване закритті фабрик і заводів Подольського уезда», який пропонував ряд антикризових заходів, у тому числі, була створена біржа праці. В цей же час відбулось і загострення відносин між більшовиками і меньшовиками Подольська, які весь цей час дотримувались пасивної поведінки. Остаточне розмежування між ними відбулось 7 червня, коли подольські меньшовики підтримали розстріл мирної демонстрації в Петрограді.
У вересні 1917 року в Подольську були проведені вибори в уездное земство. Більшовики отримали 15 місць з 42 в земстві, і три місця з чотирьох в місті.
Поступово зростав авторитет і влада Рад, як і більшовиків, які контролювали діяльність органу. Це, у свою чергу, загострювало відносини з противниками революції. Так, наприклад, громадянський уездный комісар Кругліков погрожував арештувати фракцію більшовиків в уездному земстві і роззброїти більшовиків. В ніч на 25 жовтня подольський більшовик Евальд, який був делегатом на Другому всеросійському з'їзді рад робочих і солдатських депутатів, телеграфував про початок соціалістичної революції. 25 жовтня було проведено засідання Подольської Ради робочих і солдатських депутатів, на якому було оголошено про повалення Тимчасового уряду і переході всієї влади до Рад. Відразу був обраний революційний комітет Подольська, який розробив план захоплення влади в місті, який був здійснений без спротиву вже в той же день. Ситуація значно ускладнювалась тим, що в Москві при владі залишався Тимчасовий уряд. Але революційний комітет вирішив не відповідати на ультиматуми, присікаючи все спроби колишніх урядових чиновників повернути собі владу в місті. 29 жовтня в Подольську були зупинені все промислові підприємства, а в Москву відправлений загін добровольців для участі в боях. Після встановлення в Москві радянської влади вона остаточно закріпилась і в Подольську.

### Радянський період
Перші роки після свержения монархічної влади в Росії були достатньо складними для Подольська: відбулось зниження темпів промислового виробництва, збільшилось безробіття, залишались невирішеними продовольча і транспортна кризи. Облік і контроль над місцевим виробництвом в Подольську здійснювалось Подольським уездним комітетом партії через радянські органи. Одночасно почалось будівництво соціалістичної економіки, яке виразилось, перш за все, у націоналізації підприємств. Так, в 1917 році компанія «Зінгер» передала свій завод в місті в оренду Тимчасовому уряду, а в листопаді 1918 році він був націоналізований радянською владою, що призвело до зупинення основного виробництва. Перші радянські швейні машини стали випускати на заводі тільки в 1924 році. Також були націоналізовані цементний і снарядний заводи.
Початок Громадянської війни примусив радянську владу відновити військове виробництво. Так як більшість військових заводів в Росії були окуповані білогвардійцями, було вирішено побудувати новий патронний завод в Подольську. Він зайняв частину снарядного заводу «Земгор». З восени 1919 року на ньому стали виготовляти гільзи, перероблюватись іноземні патрони. 2 травня 1919 року в Подольську був відкритий Подольський паровозоремонтний завод (в майбутньому Завод імені Орджонікідзе), який був розгорнутий на території кабельного і міднопрокатного заводів.
За роки Громадянської війни відбулось значне скорочення чисельності населення міста: в 1920 році в ньому проживало всього близько 12 тисяч людей. Але після закінчення війни і початку промислового росту в середині 1920-х років Подольск знову почав швидко рости: у 1926 році чисельність населення становила 19,8 тисяч людей (це навіть призвело до перенаселення міста через ветхість житлового фонду й ріст безробіття). У ці роки відбулось відновлення промислового потенціалу міста, були знову запущені багато підприємств, було налагоджено виробництво текстильного обладнання, а в 1923 році — відновлено будівництво житлових будинків.
В роки перших п'ятирічок був відмічений подальший промисловий ріст в місті. В 1931 році Подольський паровозоремонтний завод був перетворений в Крекінг-електробудівельний (в рекордно короткий термін був виготовлений перший радянський крекінг-апарат для нафтової промисловості). Були збільшені потужності машинобудівного заводу і обсяги випуску швейних машин, які тепер повністю збиралися з вітчизняних деталей; в 1932 році на території заводу був введений найбільший в Європі літейних цех, а в 1935 році на ньому стали випускати мотоцикли ПМЗ-А750. В 1935 році в місті був відкритий Подольський акумуляторний завод, що став з дня заснування першим в СРСР за обсягами виробництва стартерних акумуляторних батарей. Були збудовані і інші великі підприємства (хлібзавод, завод фруктових вод, м'ясокомбінат, літейно-прокатний завод та інші).
Розвиток промисловості призвів і до росту чисельності населення міста: у 1926 році в Подольську проживало 19,7 тисяч людей, у 1939 році — 72 тисячі. Через дефіцит земель 30 квітня 1930 року рішенням президіуму ВЦВК в межі міста були включені села Виползово, Добрятіно, Івановське, Шепчики і селище цементного заводу, а в 1936 році — Беляєво, Кутузово, Сальково, Фетищево і ліси місцевого значення. Одночасно забудовувались Північне і Південне селища заводу ім. Орджонікідзе. В середині 1930-х років Мособлпроект розробив план «Великого Подольська», який передбачав розподіл міста на житлову і виробничу зони. В ці роки були зведені нові житлові квартали, проведена модернізація житлово-комунального господарства.
В роки Другої світової війни Подольськ був прифронтовим містом. Хоча місто бомбили мало, все ж було здійснено декілька нальотів німецької авіації, які старались вразити два об'єкти: міст через річку Пахру і будинок банку на Стрілці (сьогодні — площа Леніна).
Значну допомогу фронту надали подольські промислові підприємства, які в роки Другої світової війни перевели всі потужності з випуску цивільної продукції на виробництво для оборонної промисловості: виготовляли боєприпаси, ремонтували танки та іншу військову техніку. Машинобудівний завод імені Орджонікідзе випускав бронекорпуси для танків Т-40 і штурмовиків Іл-2. До листопада 1941 року завод був повністю евакуйований з Подольська. На його місці був розгорнутий номерний завод з виробництва протитанкових їжаків, лопат, бронепаровозів, а в 1942 році ще й евакуйований з Таганрогу завод «Червоний котельщик», який продовжив в місті котельне виробництво. 1 січня 1942 року воїнам 43-й армії працівниками Машинобудівного заводу імені С. Оржонікідзе був переданий знаменитий бронепоїзд «Подольський робочий».
Впродовж 1939—1940 років в Подольську були створені артилерійське і піхотні училища, у яких навчалось понад 3 тисяч курсантів. 5 жовтня 1941 року подольські курсанти були підняті на тривогу і протягом декількох днів під час жорстоких боїв обороняли Малоярославець; більшість курсантів загинули. Подольські курсанти разом з частинами 43-ї армії утримали натиск німецьких військ і допомогли виграти час для підтягування резервів до Москви. Окрім того, 11 вересня 1943 року в Подольськ з літнього табору Амерово була переведена Центральна жіноча школа снайперської підготовки, яка діяла 27 місяців. А 27 жовтня 1941 року в повітряному бої біля Подольська загинув військовий льотчик, Герой Радянського Союзу, який збив 6 літаків і одним із перших застосував нічний таран, Віктор Васильович Талаліхін.
Після закінчення війни підприємства міста були переведені на виробництво мирної продукції, що спочатку викликало різке скорочення виробництва (на 1946 рік у 3 рази у порівнянні з воєнним періодом). Але вже в 1948 році промислові показники перевищили довоєнний рівень. Проводилась механізація виробництва, розгорнувся рух за відмову від дотацій, новий імпульс був даний стахановському руху. У 1950-х роках промисловий розвиток Подольська продовжувався. Були запущені ряд нових заводів: будівельних машин, буддеталей і хіміко-металургійний (1954), завод круглих емальпроводів (1956). На початку 1950-х років був переглянутий і уточнений генеральний план міста. Згідно з ним будівництво житлових будинків в основному було сконцентроване в південно-західній частині Подольська, а в східній частині воно було заборонене. 10—11 червня 1957 року в місті пройшли масові заворушення, викликані вбивством працівником міліції затриманого водія. Не зважаючи на те, що влада кваліфікувала виступи як хуліганські дії групи п'яних громадян, у них брало участь близько 3 тисяч людей. В 1959 році в місті вже проживало 129 тисяч людей.
Усі наступні роки промислові підприємства Подольська добивались значних успіхів, що позитивно відображалось на розвитку міста в цілому та якості життя його населення. У 1960-х роках Подольськ був нагороджений пам'ятним прапором МК КПРС, Мособлради, МОСПС і МК ВЛКСМ., а 18 січня 1971 року за успіхи, досягнуті працівниками міста в промисловому виробництві, — орденом Трудового Червоного Прапора. У 1962 році виконком Мособлради затвердив новий генеральний план Подольська: передбачувалась забудова на основі прогресивних методів містобудівництва, зведення великих мікрорайонів з населенням 6—10 тисяч людей. В межу міста було також включене робітниче селище Ново-Сирово. В 1979 році чисельність населення Подольська становила 201,7 тисяч людей, таким чином, він став першим серед міст Підмосков'я який досяг 200-тисячну межу.

### Сучасний період

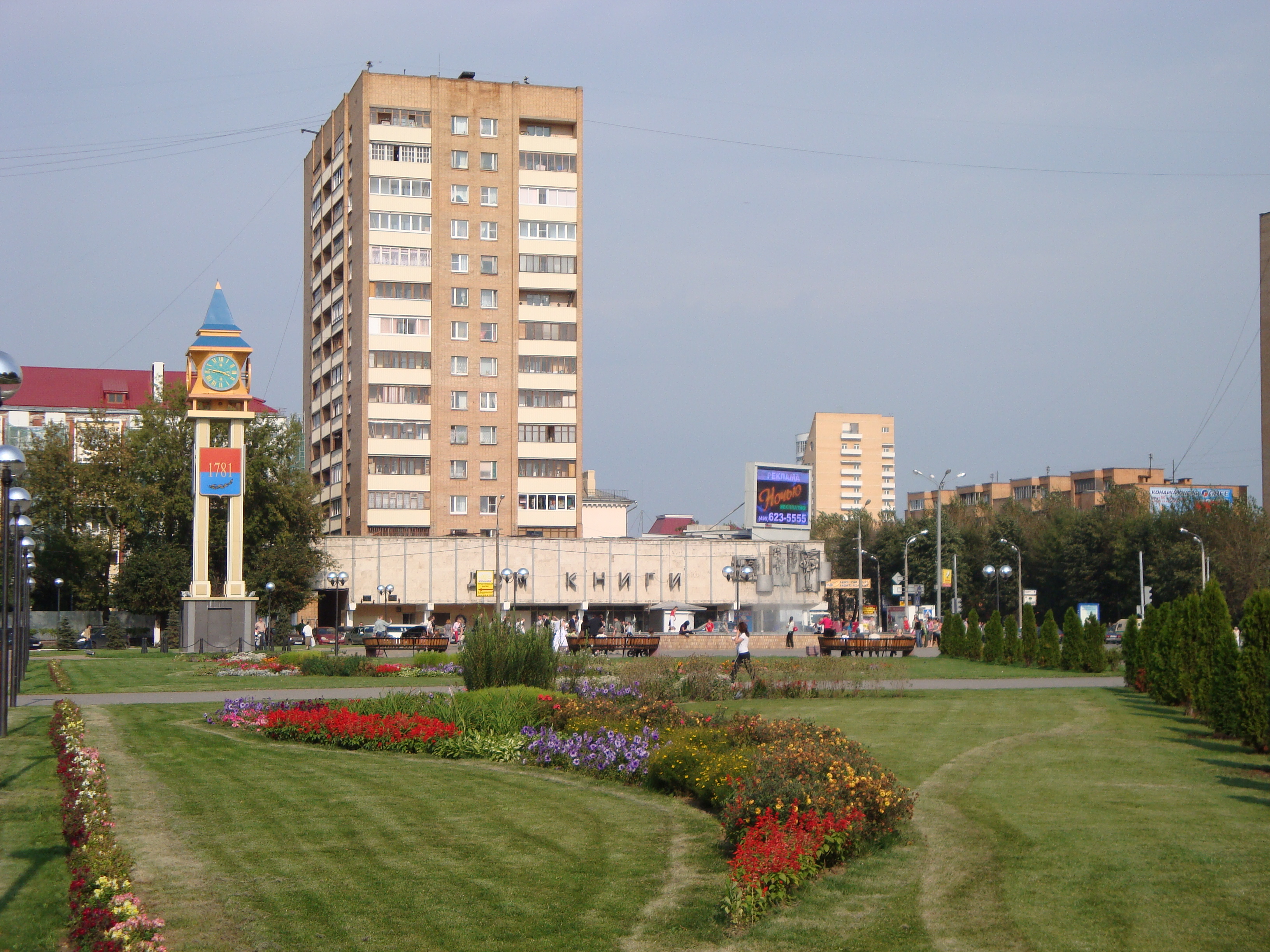
Площа Леніна. На задньому плані — Будинок книги

На початку XXI століття Подольськ — це один з найбільших промислових центрів Московській області, на території якого діють більше десяти великих промислових підприємств різних галузей. Крім цього, Подольськ є одним із центрів високотехнологічної науки: в ньому розташовано велика кількість підприємств науки, які мають всеросійське значення і зв'язаних, в основному, з атомним машинобудуванням і атомними дослідженнями. З 1992 році в Подольську діє Подольська торгово-промислова палата, активно розвивається малий бізнес.
1 травня 2001 року в місті було відкрито тролейбусний рух. На теперішній час в Подольську працюють 5 тролейбусних маршрути.
У 2004 році наділене статусом міського округу. У 2006 році місто відсвяткувало своє 225-річчя.

## Прапор і герб міста

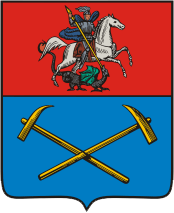
Герб (варіант 1781 року)

Діючий прапор Подольська затверджений 30 червня 2006 року рішенням № 11/22 Подольської міської Ради депутатів. Внесений в Державний геральдичний регістр Російської Федерації під № 2641. Авторами прапору є Костянтин Мочьонов (ідея прапора), Кирило Переходенко (значення символіки), Галина Русанова (художник і комп'ютерний дизайнер). Прапор розроблений з врахуванням гербу, створеного на основі історичного гербу уездного міста Подольськ Московської губернії, затвердженого 16 березня 1883 року. Прапор міського округу Подольська являє собою прямокутне полотнище з відношенням ширини до довжини 2:3, розділене на дві частини: менша, червона, розміщена в верхній частині полотнища, займає 1/5 довжини і велика, синя, несе зображення двох навхрест покладених золотих кирок.

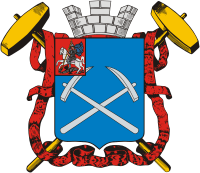
Герб (варіант 1883 року)

Чинний герб Подольська затверджений 24 грудня 2004 року Рішенням № 30/17 міської Ради депутатів (2-го скликання) і перереєстрований 30 червня 2006 року. За основу герба взято історичний герб, Вище затверджений 20 грудня 1781 року. В лазуровому (синьому, блакитному) щиті дві навхрест покладені золоті кирки. У вільній частині — герб Московської області. Герб внесений в Державний геральдичний регістр під № 1801. Герб може зображатися в двох рівно допустимих версіях: без вільної частини; з вільною частиною — чотирикутник, який примикає ззовні до верхнього краю герба муніципального утворення «міський округ Подольськ Московської області» з відтвореними в ньому фігурами герба Московської області. Герб Подольська також може бути виконаний в урочистому зображені з використанням зовнішніх прикрас у вигляді орденської стрічки ордена Трудового Червоного Прапора, отриманого міським округом Подольськ 18 січня 1971 року згідно з Указом Президіуму Верховної Ради СРСР, і статусної корони у вигляді п'ятизубця, який визначає статус міста — «міський округ».
Предмети і кольори на гербі і прапорі Подольска символізують наступне:
- Кирки — промислову спрямованість і історичний вигляд діяльності жителів міста.
- Золото — символ міцності, сили, справедливості і самостійності.
- Лазур (синій, блакитний) — символ честі, щирості, доброчинності.
- Червоний — символ приналежності до Московської області і підтвердження торжества праці, мужності, сили життя.[57]

## Місцеве самоврядування

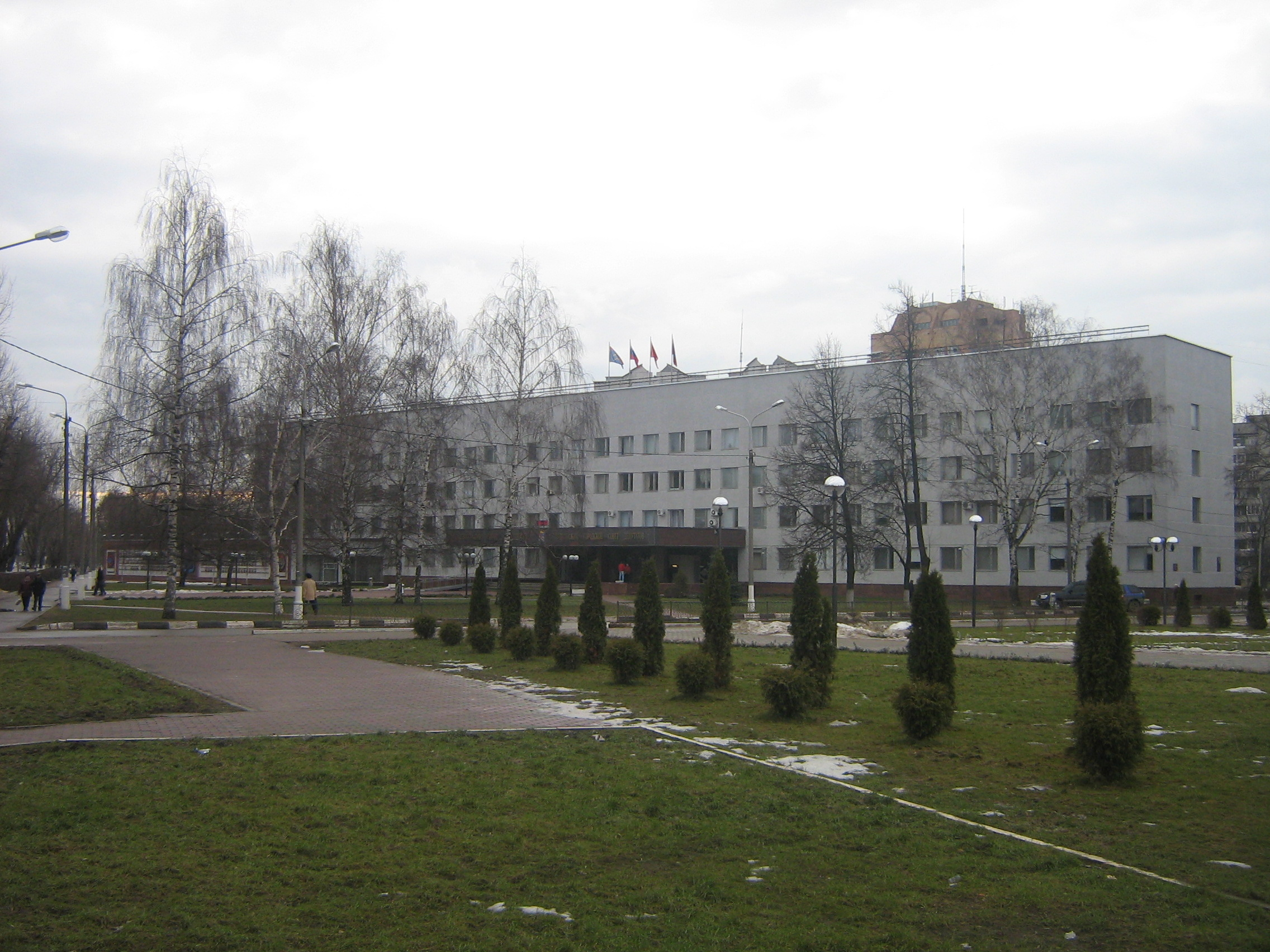
Будівля Подольської міської Ради депутатів і Адміністрації міста Подольська (вулиця Кірова, 4)

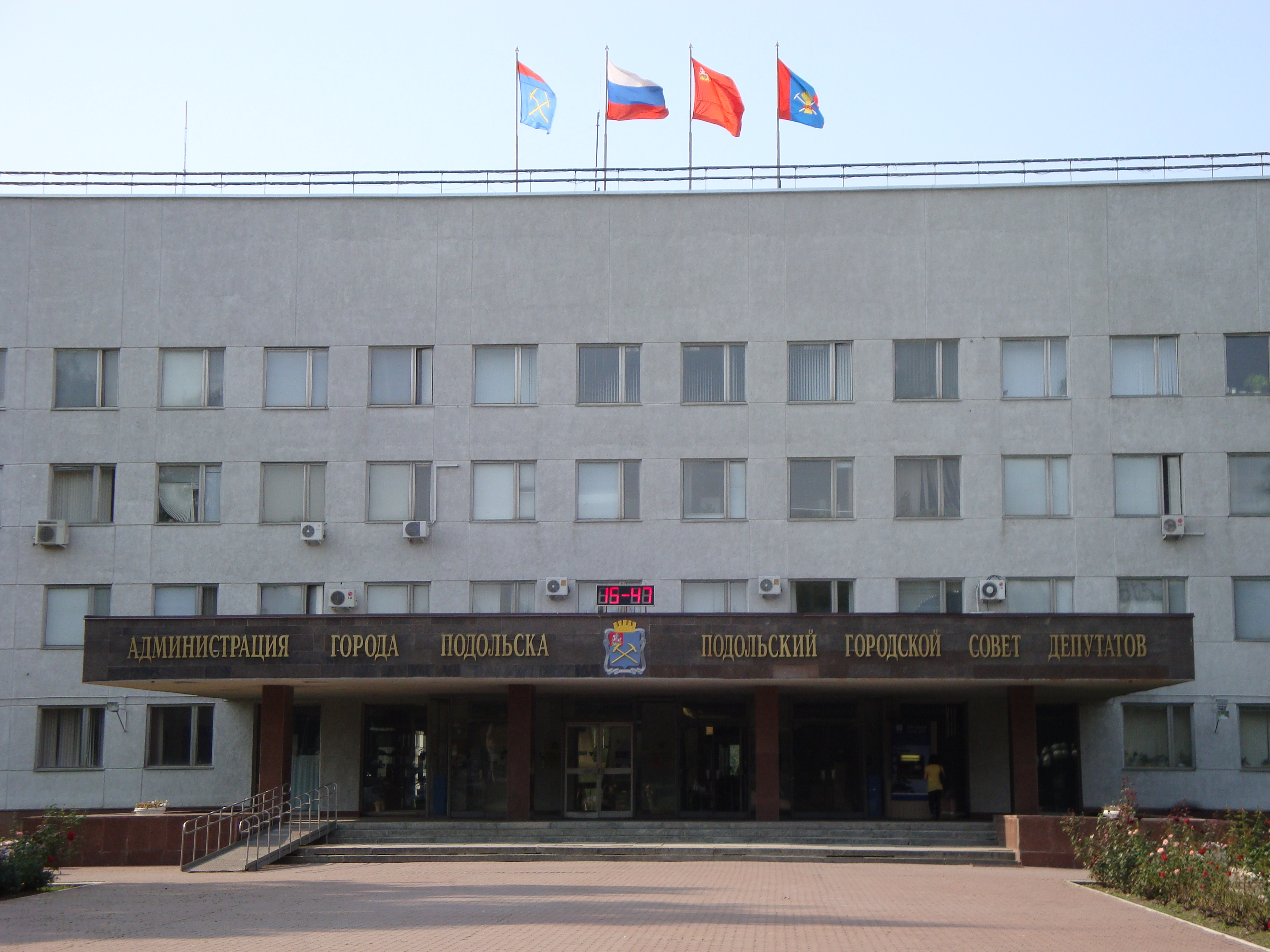
Головний вхід в будівлю Адміністрації міста Подольська і Подольської міської Ради депутатів.

Основним нормативним правовим актом міста Подольська, що встановлювала систему місцевого самоврядування, правові, економічні та фінансові основи місцевого самоврядування та гарантії його здійснення на території міста, є Устав муниципального образования «городской округ Подольск Московской области»., прийнятий рішенням Подольської міської Ради депутатів Московської області від 14 березня 2007 року..
Структуру органів місцевого самоврядування Подольська складає: представницький орган міста — Рада депутатів міського округу, Голова міського округу, Адміністрація міського округу, Контрольний орган міського округу, який має власні повноваження з вирішення питань місцевого значення. Органи місцевого самоврядування міста Подольська не входять в систему органів державної влади.
Подольська міська Рада депутатів — представницький орган місцевого самоврядування, яка складається з 25 депутатів, які обрані за одномандатним округам таємним голосуванням на основі загального, рівного і прямого виборчого права терміном на 5 років. Депутати вибираються за мажоритарною системою в 25 одномандатних округах. Депутатом міської Ради депутатів може бути обраний громадянин Російської Федерації, який має згідно з федеральним законом виборче право, а також громадянин іноземної держави, який постійно проживає на території міста Подольська на основані міжнародного договору Російської Федерації, у порядку, встановленому законом. Депутати здійснюють свої повноваження, як правило, на непостійній основі. На постійній основі можуть працювати не більше 10 % депутатів від встановленої кількості міської Ради депутатів. Голова міської Ради депутатів (в даний час ним є Дмитро Миколаєвич Машков) і замісник голови міської Ради депутатів обирається з числа депутатів в порядку, встановленим Регламентом міської Ради депутатів, і працює на постійній основі.

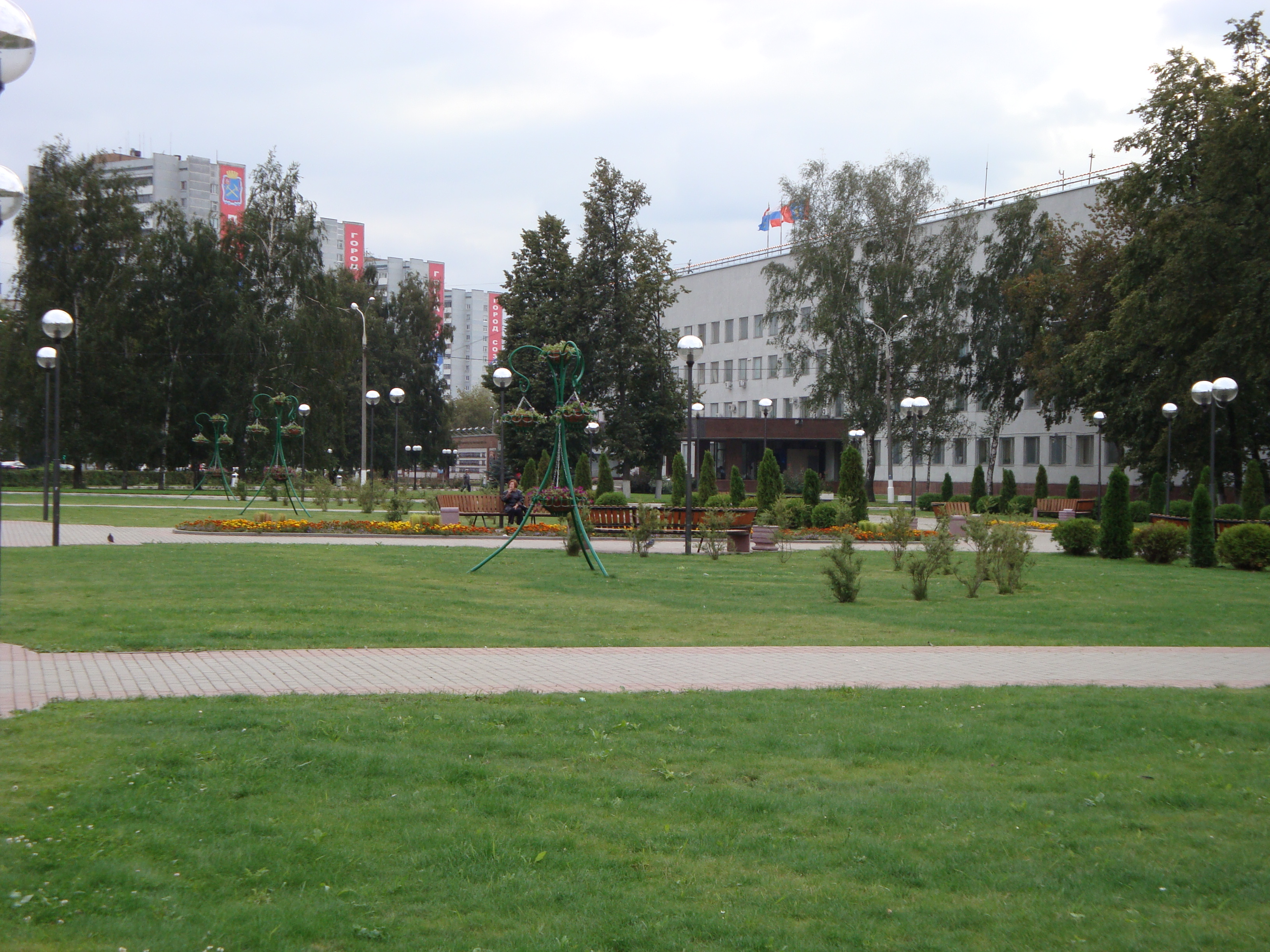
У сквері перед будинком Адміністрації

Мер міста є вищою посадовою особою міста Подольська, обраний громадянами, які проживають на території міста і мають виборче право, на основі загального, рівного і прямого виборчого права таємним голосуванням терміном на 5 років. Мер міста підконтрольний і підзвітний населенню і міській Раді депутатів. Першим мером Подольська у 1996 році став Олександр Васильович Нікулін (був при владі два терміни; 12 березня 2003 року достроково склав повноваження за станом здоров'я). З 12 березня по 26 травня 2003 року виконував обов'язки голови міста Подольська Микола Ігорович Пестов.
У травні 2003 року мером Подольська обраний Олександр Серафимович Фокін, якому 22 квітня 2005 року було офіційно висунуте звинувачення в організації вбивства першого заступника глави адміністрації міста Подольська Петра Забродіна, якого в ніч з 13 на 14 червня 2002 року невідомі розстріляли в службовому автомобілі «Волга» недалеко від власного котеджу в селі Сальково (Подольський район Московської області). Прокурор Московської області Іван Сидорук висунув Фокіну звинувачення в здійсненні злочину, передбаченому статтею 30 (частина 3) і 105 (частина 2) — замах на вбивство трьох осіб, здійснений організованою групою, навмисне вбивство двох осіб, здійснене організованою групою, а також стаття 222 (частина 3) — незаконна купівля, зберігання, носіння, передача, перевезення вогнепальної зброї і боєприпасів. 9 листопада 2005 року «Олександр Фокін був знайдений повішеним в палаті тюремної лікарні в СІЗО „Матроська Тишина“, — повідомив тимчасово виконувальний посаду начальника управління Федеральної служби виконання покарань по Москві Володимир Давидов. — Його знайшов сусід по палаті, який прокинувся вночі і викликав працівників слідчого ізолятора. Фокіна спробувати реанімувати, але це не вдалось, хоча смерть настала незадовго до того, як він був знайдений». За його словами, заарештований повісився на шнурі, який сплів з ниток, вирваних з його особистих речей. «В передсмертній записці він написав, що не хоче сидіти за те, що йому приписували, хоча він ще не був навіть засуджений», — заявив Володимир Давидов. «Яких-небудь слідів насильства на тілі не знайдено, лише слід від шнурка. За попередньою оцінкою, причиною смерті стала асфіксія», — повідомили в службі виконання покарань.
У грудні 2005 року виконувальним обов'язки голови міста Подольська був призначений Микола Ігорович Пестов. 12 березня 2006 року він був обраний головою міста.
Адміністрація міста є юридичною особою і здійснює виконавчо-розпорядчі функції. Вона підзвітна міській Раді депутатів з питань його компетенції в державним органам з питань, які зв'язані з повноваженнями цих органів. Адміністрація міста формується мером міста згідно з затвердженою міською Радою депутатів структурою Адміністрації міста.
Контрольний орган міста Подольська утворюється в цілях контролю за виконанням місцевого бюджету, дотриманням встановленого порядку підготовки і розгляду проекту місцевого бюджету, звіт про його виконання, а також в цілях контролю за дотриманням встановленого порядку управління і розпорядження майном, що знаходилося в муніципальній власності. Контрольний орган формується міською Радою депутатів і здійснює свої повноваження згідно з Положенням про Контрольний орган.

## Економіка

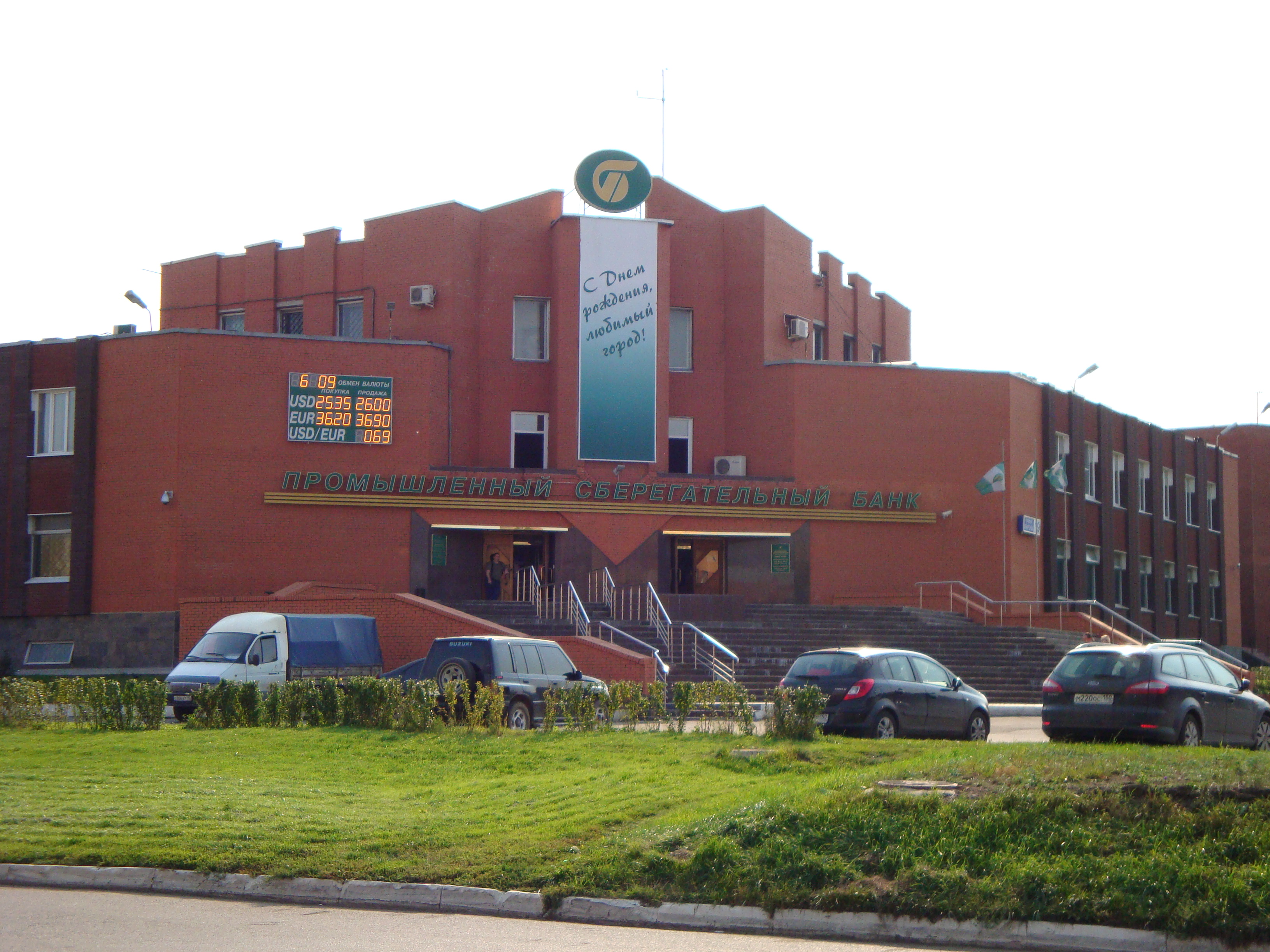
Центральне відділення Промислового ощадного банку, заснованого у 1990 році великими промисловими підприємствами Подольського регіону

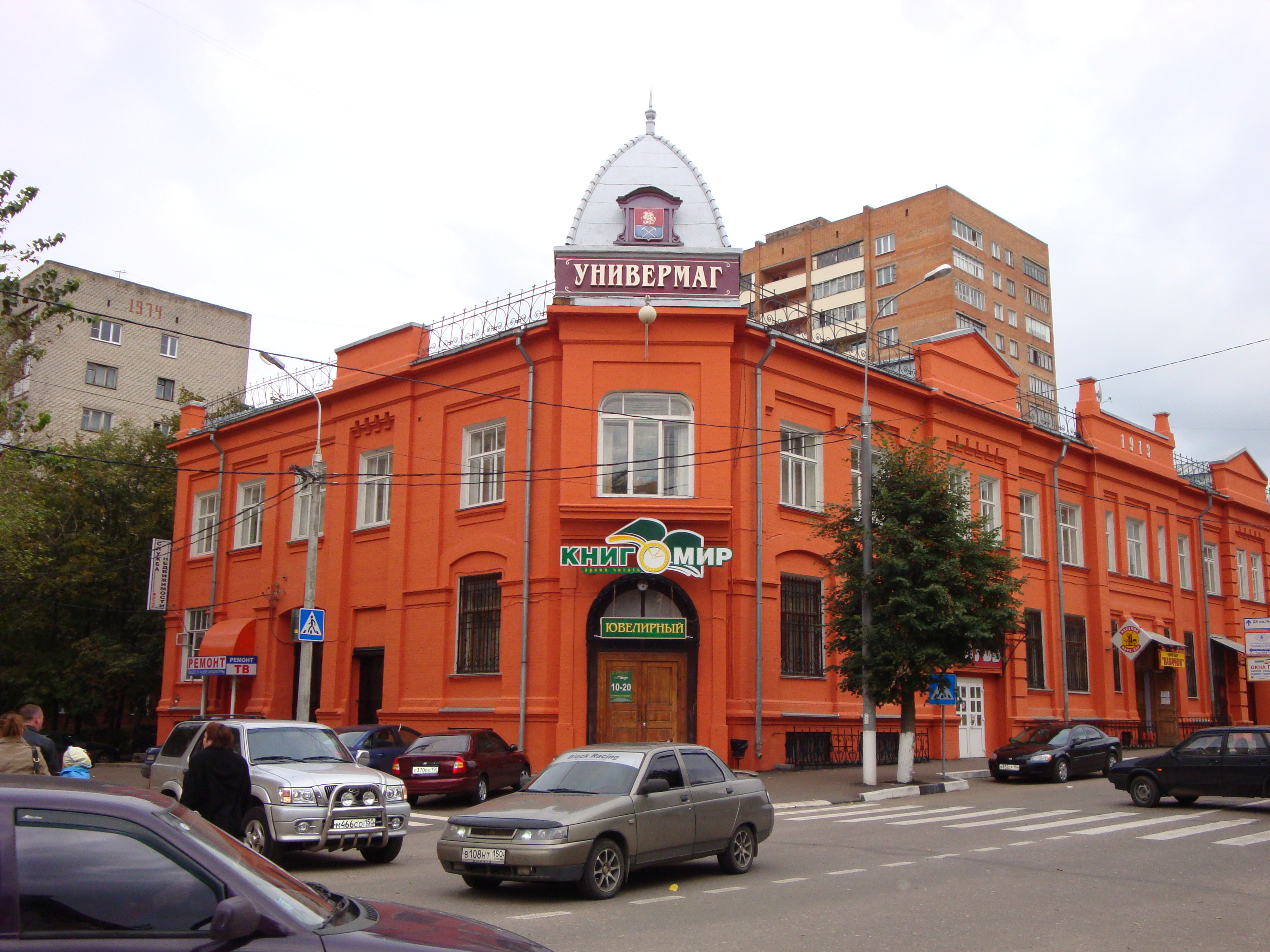
Універмаг на Революційному проспекті 1913 року побудови у Подольську. В минулому Товариство компанії «Зінгер»

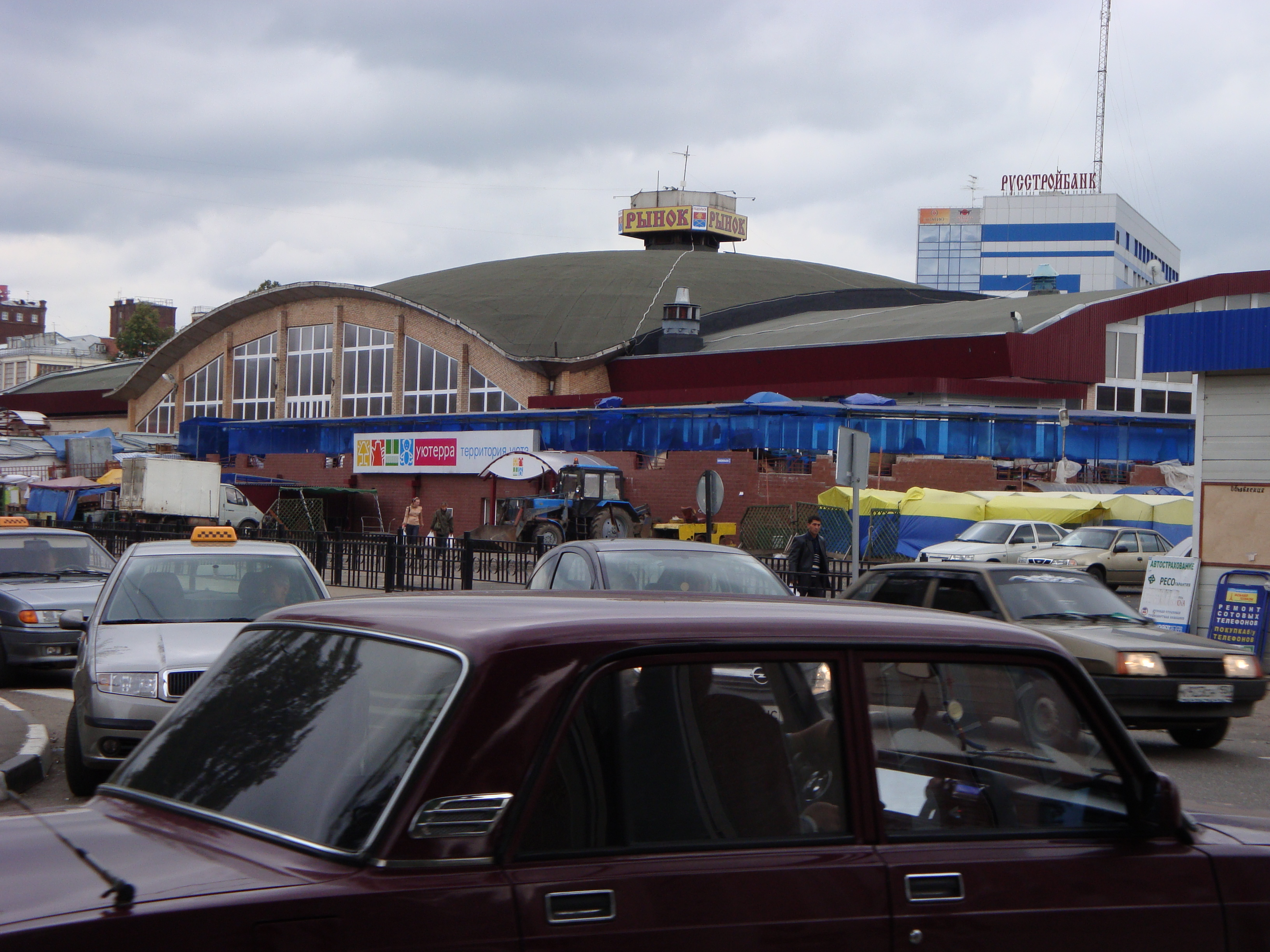
Центральний міський ринок

Подольськ — місто Підмосков'я, яке стрімко розвивається, входить до п'ятірки найбільших економічно розвинутих регіонів Московської області. У 2006 році Адміністрацією міста була розроблена і прийнята Подольською міською Радою депутатів «Концепція соціально-економічного розвитку міського округу Подольськ на 2006—2010 роки». У 2008 році обсяг валового продукту за підприємствами і організаціями всіх галузей економіки становив близько 65 млрд рублів (приріст на 26 % у порівнянні з минулим роком). Основними галузями економіки є: обробні виробництва (46 %), виробництво і розподілення електроенергії, газу і води (43 %), наука (4 %), будівництво (3 %), транспорт і зв'язок (2 %).
В число найбільших підприємств міста входять:
- ВАТ «Машинобудівний завод „ЗіО-Подольськ“». Виробництво обладнання для атомної енергетики (парогенераторів, сепараторів-пароперегрівачів, відцентрових сепараторів, теплообмінників, схем допоміжних трубопроводів, нагрівач високого тиску, фільтрів, блочної з'ємної теплової ізоляції і т. д.), обладнання для теплової енергетики (парових котлів, котлів-утилізаторів, нагрівачів низького тиску, нагрівачів мережевої води, клапанів для пилогазоповітропроводів), обладнання для підприємств нафтохімічної і газової промисловості (теплообмінних апаратів, колонних апаратів, продуктових змійовиків, ємнісних апаратів, регенераторів, пилевловлювачів, блоків установок підготовки газу, апаратів повітряного охолодження).[77]
- ЗАТ «ЗіОСАБ». Виробництво теплоенергетичного обладнання (котлів, котлоагрегатів, сучасних котелень).
- ЗАТ «ЗіО-Здоров'я». Фармацевтична продукція.
- ЗАТ «НП Подольськкабель». Виробництво кабельної продукції — силові, контрольні, управління, малогабаритні, вимірювальні, монтажні, установчі, автотракторні, радіочастотні, для живлення заглибних електронасосів.
- ВАТ «Мікропровід». Випуск тонких і тоненьких емальпроводів діаметром від 0,012 до 3,000 мм з міді, сплавів спротиву і дорогоцінних металів, бухтові шнури і проводи побутового призначення, електропродовжувачі, телефонний продовжувач, шнури армовані, проводи для електродвигунів.
- ВАТ «Подольський хіміко-металургійний завод». Виробництво напівпроводникових матеріалів: монокристалічного кремнію сонячної і електронної якостей, монокристалічні пластини сонячної якості, фотоелектричних перетворювачів.
- ВАТ «Подольськогнеупор». Виробництво вогнестійких виробів: вогнестійких бадделеітокорундових виробів для скловарених печей, електроплавлених литих корундових виробів, неформованих вогнетривів, карбідкремнієвих нагрівачів.
- ОХМЗ «Гиредмета». Виробництво тугоплавких металів (ніобій, тантал, гафній, ванадій) і сплавів на їх основі, прокат (дріт, полоси) металів і сплавів; виробництво рідких і рідкісноземельних металів (галій, германій, індій і т. д.), металів, сплавів і напівпроводникових матеріалів на їх основі.
- «Подольський хлібокомбінат». Хлібобулочна продукція.
- М'ясопереробний завод «Реміт». М'ясні вироби
- «Архбум». Виробництво гофрованого картону.
- «Подольськ-цемент». Цемент, спеццемент, суха суміш, блочний пінобетон, товарний бетон.
- «Проплекс». Профілі ПВХ і підвіконня.
- «Фабрика офсетного друку». Поліграфичні послуги.

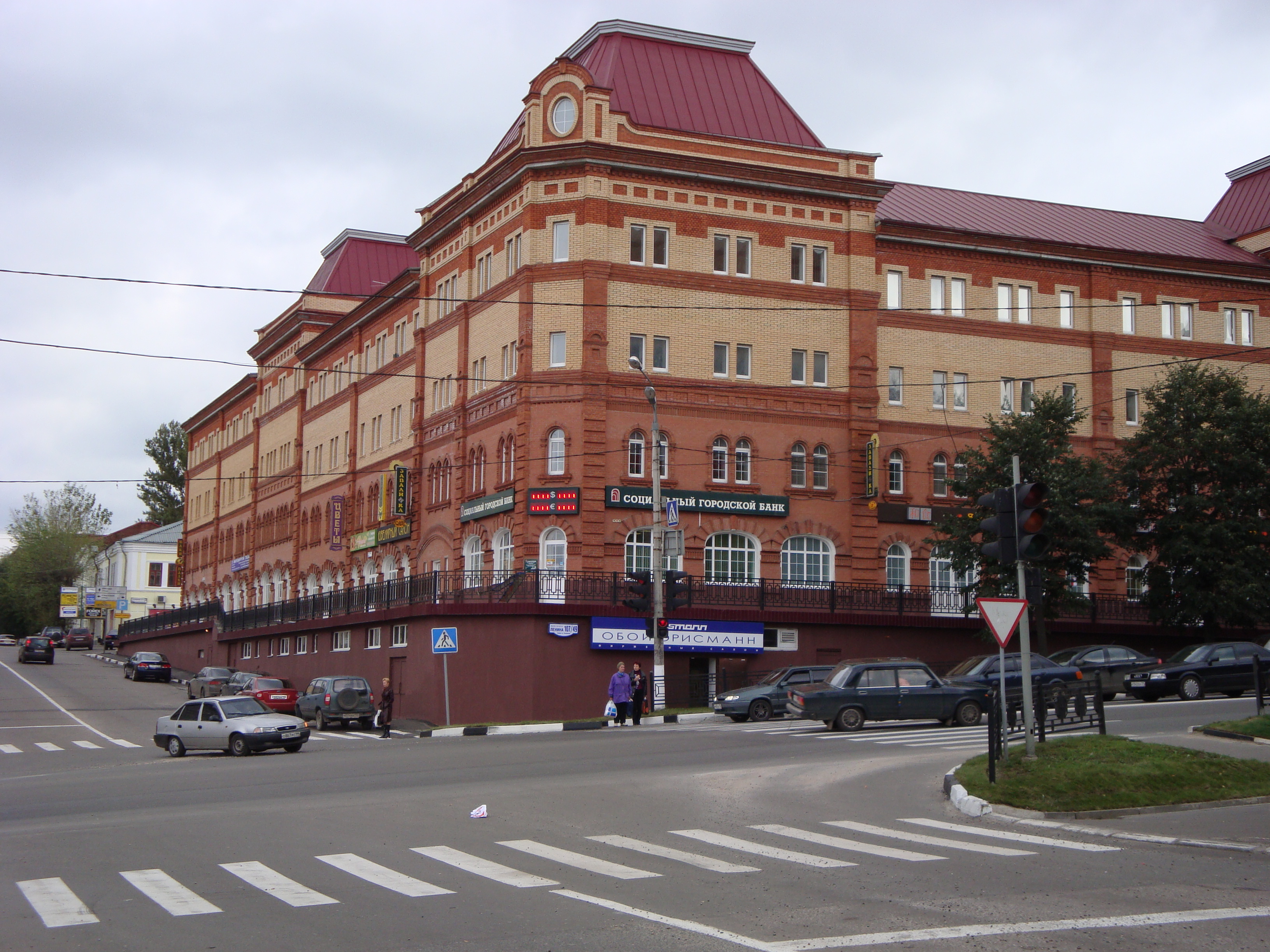
Відновлені Торгові ряди в історичному центрі Подольська

В місті також діють підприємства з виробництва акумуляторів (ЗАТ «Подольський акумуляторний завод»), швейних машин (ТД «Зигзаг», у минулому — «Зінгер» — підприємство, якому місто зобов'язане своїм економічним зростанням на початку XX століття), будівельні підприємства (Подольський домобудівний комбінат).
Подольськ — місто високотехнологічної науки, центр атомних досліджень і атомного машинобудування. На території міста знаходяться науково-виробничі підприємства ФГУП ОКБ «Гідропрес» (комплексна розробка реакторних установок різних типів, у тому числі, ВВЕР для АЕС, виробництво окремих видів обладнання для АЕС), ФГУП «НВІ НВО „Промінь“» (вироби з лейкосапфіру, монокристалічний кремній, оснастка для електронної промисловості, рентгенівські трубки та ін.), ДОАО ЦКБН ВАТ «Газпром» (науково-технічне проектування обладнання і установок для газової, нафтової і ін. галузей), які мають всеросійське значення.
У Подольську з'являються нові промислові підприємства: ЗАТ «Трансформер» — перше в Росії підприємство, яке повністю освоїло технологічний цикл виготовлення сухих трансформаторів з литою ізоляцією, основними інвесторами якого стали група компаній «Хайтек» (Москва), «Newton» (Італія), «Hyundai» (Республіка Корея), «Siemens» (Німеччина); ООО «Гамма-Косметик» — виготовлення косметичної продукції; ТзОВ "Фірма «Камтекс-Н» — виробництво класичної і фасонної пряжі та інші.
У Подольську діють великі продовольчі торгові мережі («Ашан», мережа гіпермаркетів «Карусель», «Перехрестя», «П'ятірка», «Діксі», «Квартал», «Ароматний світ»); мережі з продажу побутової техніки («Техносила», «Ельдорадо»); з продажу комп'ютерної техніки («Білий Вітер»); з продажу спортивного одягу («Спортмастер», «Intersport»); дитячі магазини (гіпермаркет «Дитячий світ»); центри мобільного зв'язку («Связной», «Євросєть», «Цифроград», «АльтТелеком») і багато інших мереж роздрібної торгівлі.

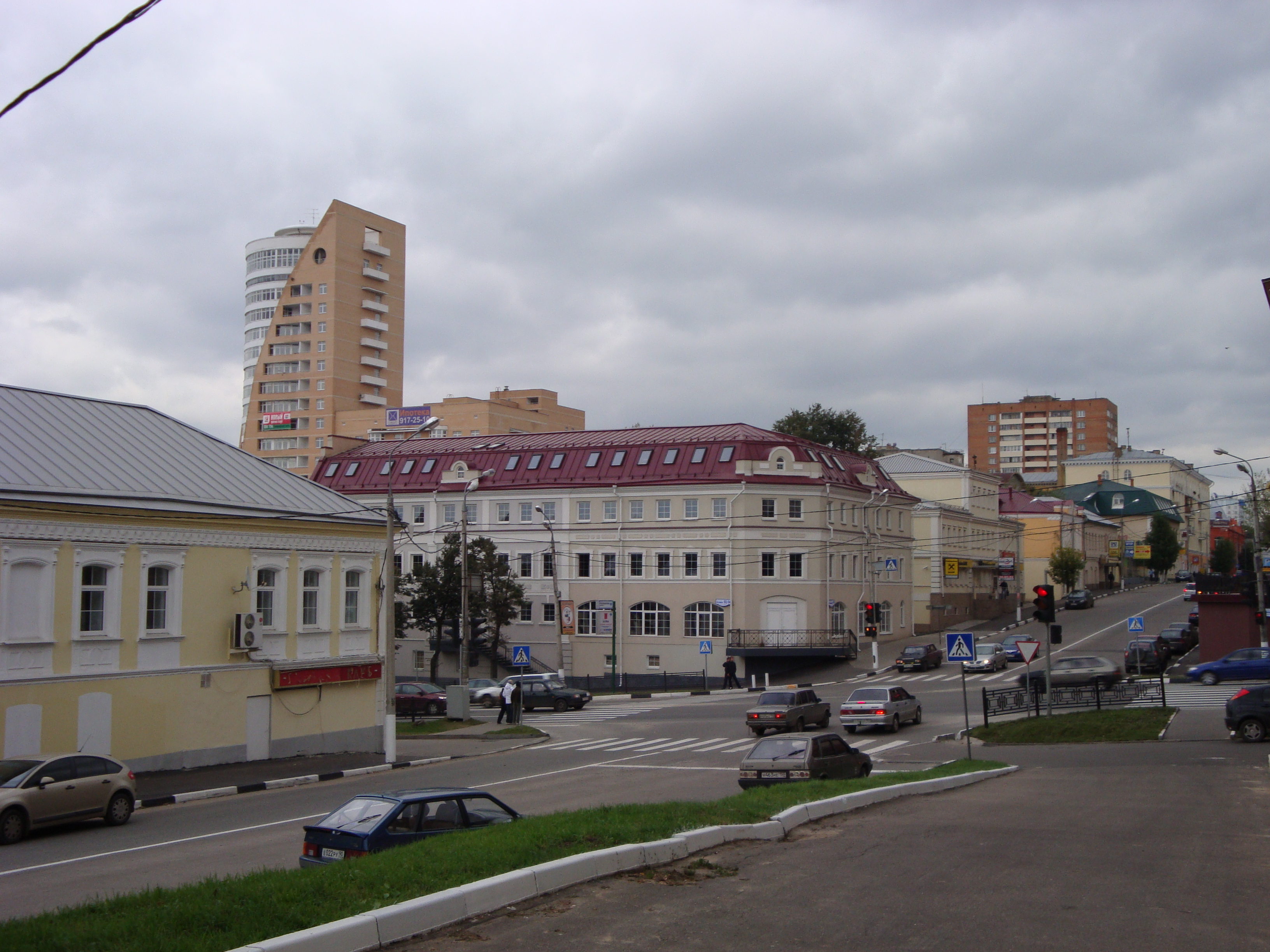
Офісні будівлі в історичному центрі

Саме тоді, разом з промисловим ростом, спостерігається тенденція скорочення збиткових підприємств: за результатами 2008 року їх кількість склала 12 підприємств.
У 2008 році значно збільшилось надходження в бюджет міста, збережені високі темпи розвитку споживчого ринку. У 2008 році середня заробітна плата працівника по місту (без суб'єктів малого підприємництва) становила 26 870 руб., середня пенсія — 5196 руб.
Житловий фонд Подольська на початок 2009 року становив 3968,452 тис. м², або 1352 житлових будинки; приватний сектор становив 3183 житлових будинки. У 2008 році в місті продовжилось активне житлове будівництво: введено в експлуатацію 220 942,9 м² житла, у тому числі 210 695,9 м² багатоповерхового житла. Активно втілюється Програма переселення зі старого житла. Спільно з ГУП МО «НДіПИ містобудівництва» в 2008 році завершена розробка нового Генерального плану міста Подольська, який не переглядався з 1974 року.

## Транспорт

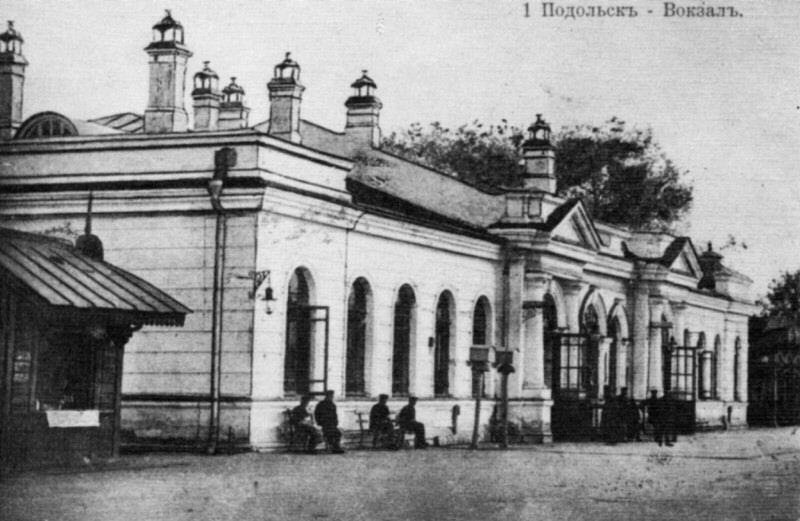
Подольський залізничний вокзал (1889)

Місто Подольськ було з'єднано залізницею з Москвою у 1865 році, у зв'язку з будівництвом Московсько-Курської залізниці, яка була остаточно добудована 1871 року. Кам'яний міський вокзал, який спочатку планувалось побудувати за два кілометри від міста біля села Шепчинкі (тепер один з мікрорайонів Подольська), був збудований тільки у 1889 році інженером Є. Я. Скорняковим (до цього він був дерев'яним). Поява залізничного сполучення мала великий вплив на розвиток і економіку міста, відбулося скорочення гужового руху, прокладено шосе від станції до самого міста, було дано поштовх розвитку промисловості.
Через Подольськ проходить залізнична лінія Москва — Харків — Крим, на території міста Подольська розташовані залізничні станції Силікатна і Подольск, зупинний пункт Кутузовська. На станції Подольськ зупиняються всі приміські електропоїзди, для деяких вона є кінцевою. Дорога від станції Подольськ до станції Царицино (найближчої станції, з'єднаної з метро) займає 25-30 хвилин. Пасажирські поїзди далекого сполучення в Подольську не зупиняються.

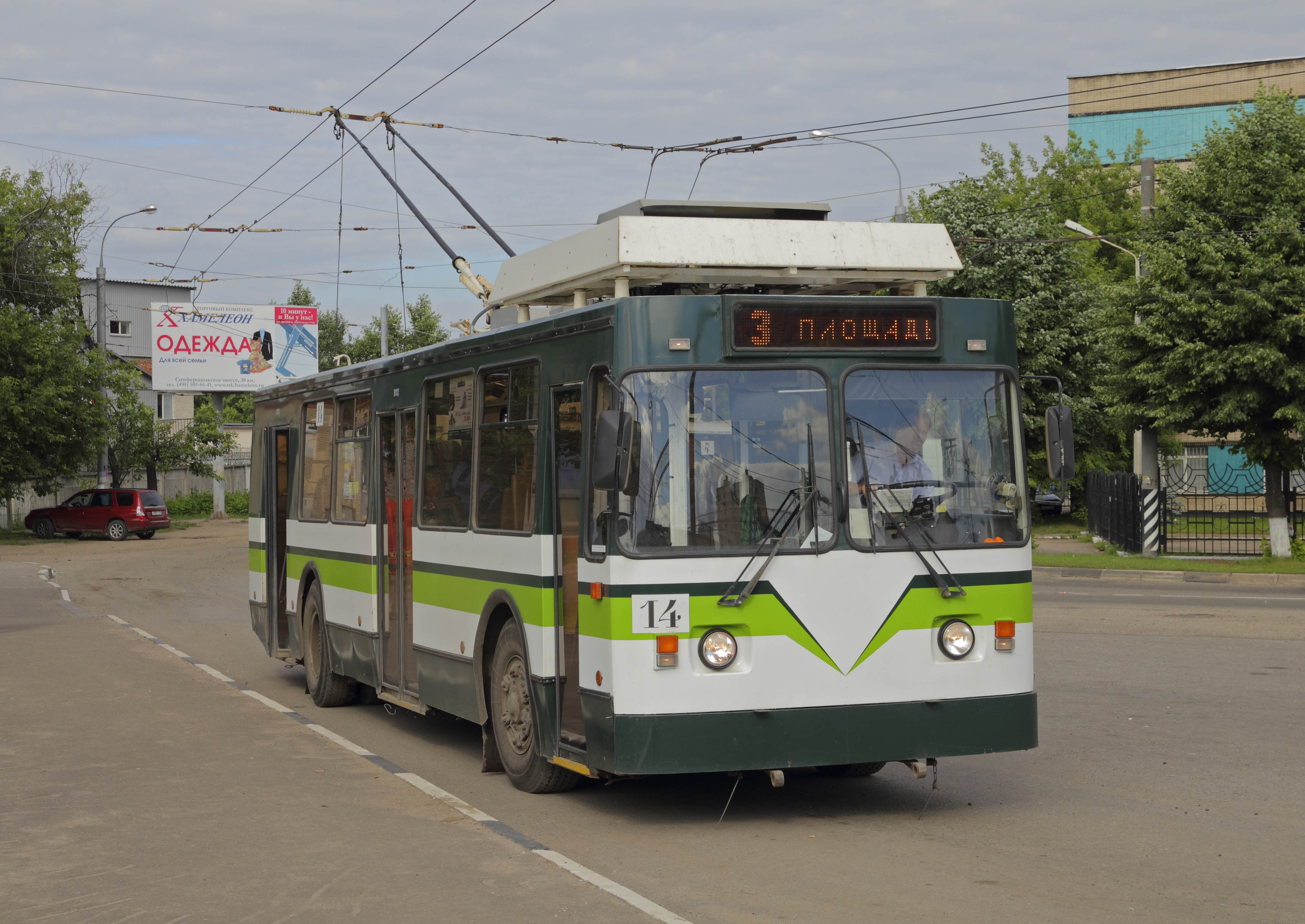
Подольський тролейбус

Біля залізничної станції на привокзальній площі знаходиться автовокзал, від якого відправляються приміські автобуси і маршрутні таксі в Москву до станцій метро «Південна» (маршрут № 407, також здійснює висадку пасажирів біля станцій метро «Анніно», «Вулиця Академіка Янгеля», «Празька») і «Бульвар Дмитра Донського» (маршрут № 516). Крім того, існують маршрути, які безпосередньо зв'язують окремі мікрорайони міста з Москвою (маршрути № 406, 413, 426, 435, 446, 462, 507, 520). Від автовокзалу також відправляються автобуси в інші міста Московської області (Домодєдово, Климовськ, Троїцьк, Щербинку, Видне, Чехов та ін.), селища та села Подольського району Московської області.
Федеральна магістраль М2 «Крим» проходить в 5-10 км на схід від Подольська, старе Варшавське шосе йде через Подольськ.
В Подольську діє автобусне і тролейбусне сполучення, 5 тролейбусних маршрути (рух відкритий 1 травня 2001 року на ділянці від станції Подольськ до мікрорайону «Ювілейний») і декілька десятків автобусних. Подольськ — один з небагатьох міст Росії, де на теперішній час будуються тролейбусні лінії. За 2008 рік тролейбусами МУП «Подольський тролейбус» перевезено 13,3 млн людей, у тому числі 6,9 млн пільгових пасажирів.
Основними перевізниками в місті є філія ГУП МО «Мострансавто» «Автоколона 1788», МУП «Подольський тролейбус», ТзОВ «Автоміг». Всього в 2008 році було перевезено понад 30 млн людей, у тому числі 11,8 млн пільгових пасажирів. Протяжність міської маршрутної мережі становила 1137,9 км.

## Соціальна сфера

### Охорона здоров'я

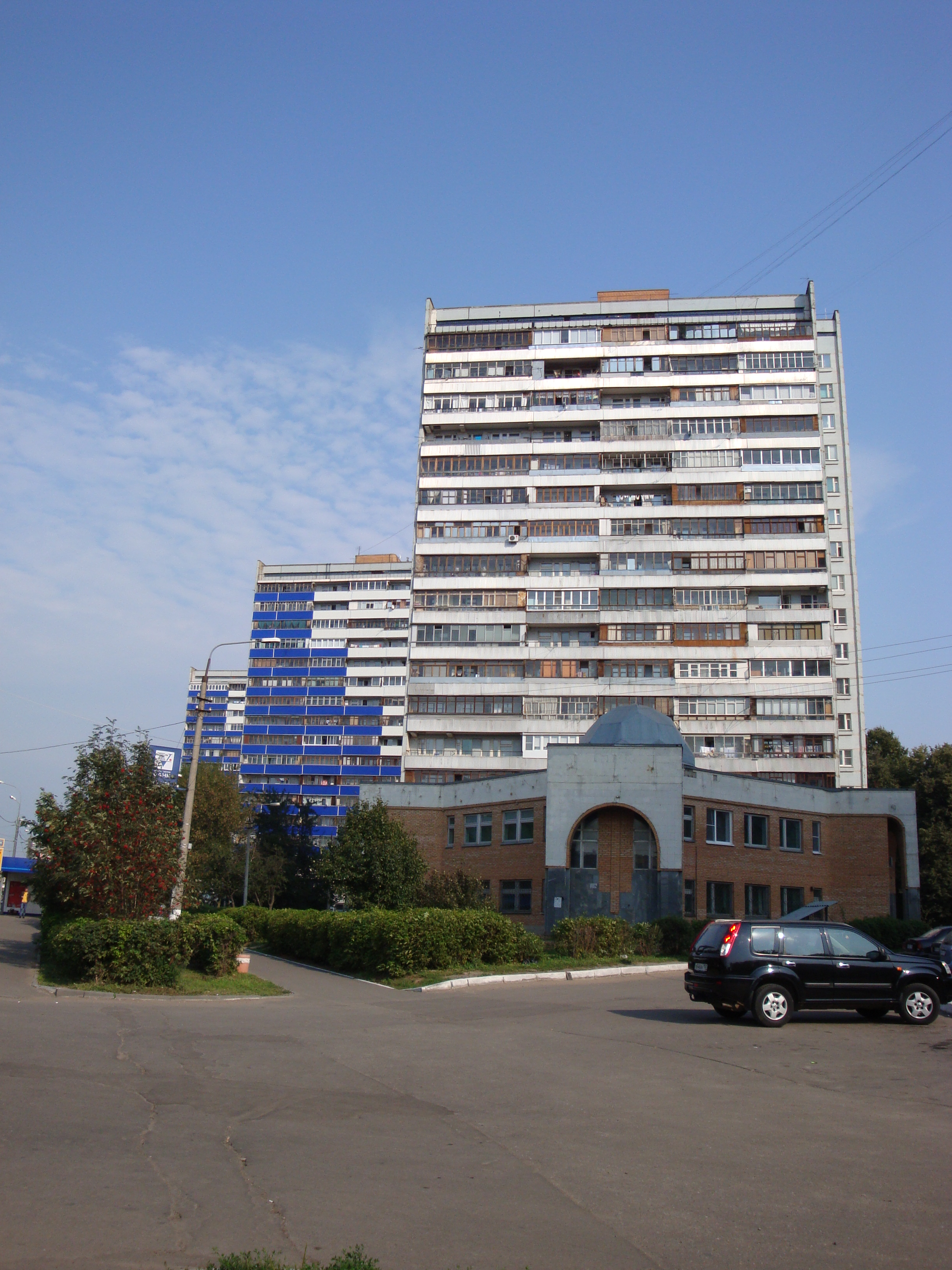
Житлові будинки і станція переливання крові на вулиці Кірова

У місті розташований 1586-й Окружний військовий клінічний шпиталь Московського військового округу, 3 міських лікарні (Центральна, № 1 і № 2), Станція швидкої медичної допомоги, наркологічний, шкіро-венерологічний, психоневрологічний, туберкульозний, лікувально-фізкультурний диспансери, міська, дитяча і стоматологічна поліклініки, ветеринарна клініка.
До 2010 року в Подольську повинен з'явитися Федеральний перинатальний центр на 150 місць, у якому будуть надавати допомогу в області акушерства, гінекології і неонатології, а також інша висококваліфікована допомога. Вартість проекту оцінюється в 1,6 млрд рублів.
У 2008 році в сфері охорони здоров'я Подольська працювало 3462 людей, у тому числі 708 лікарів і 1447 середніх медичних працівників.

### Освіта
У 2008 році в Подольську діяло 28 загальноосвітніх шкіл (з них 6 закладів підвищеного статусу); 2 початкові школи — дитячі садки; 1 вечірня школа; 4 заклади додаткової освіти; 3 заклади для дітей-сиріт і з вадами в розвитку (школи-інтернати V і VIII видів, дитячий будинок); 43 дошкільні освітні установи; 2 заклади забезпечення. Крім цього, у місті діє ряд недержавних освітніх закладів, 3 заклади середньо-професійної освіти (Подольский колледж, Подольський коледж сервісу, Подольське медичне училище).
Дошкільною освітою в місті охоплено 6574 дітей. Забезпеченість місцями в дитячих садках в 2008 році становила 80 %.
2008 року в системі освіти Подольська працювало близько 3360 людей, з них педагогів — 2159 людей. Кількість учнів у загальноосвітніх закладів міста того ж року становила 17511 людей. 2006 року три міські ліцеї — № 1, 5 і 26 — стали власниками грантів національного проекту «Освіта», за яким кожна школа отримала 1 млн рублів. 2007 року ще 3 загальноосвітні заклади (ліцей № 23, школа № 21, гімназія № 4) стали переможцями конкурсу загальноосвітніх закладів, які успішно реалізовують інноваційні програми розвитку. У 2007—2008 навчальних роках переможцями цього конкурсу також стали школи № 8, № 29 та гімназія № 7.
Вища освіта за 29 спеціальностями надає 7 вищих навчальних закладів:
| - Подольський філіал Московського Державного Відкритого Університету; - Інститут економіки; - Подольський соціально-спортивний інститут; - Сучасна Гуманітарна Академія; - Регіональний факультет сервісу в м. Подольську РДУТіС; | - Освітній консорціум «Середньоруський університет»; - Регіональний центр інституту економіки, управління і соціології. |

## Культура

### Храми і церкви

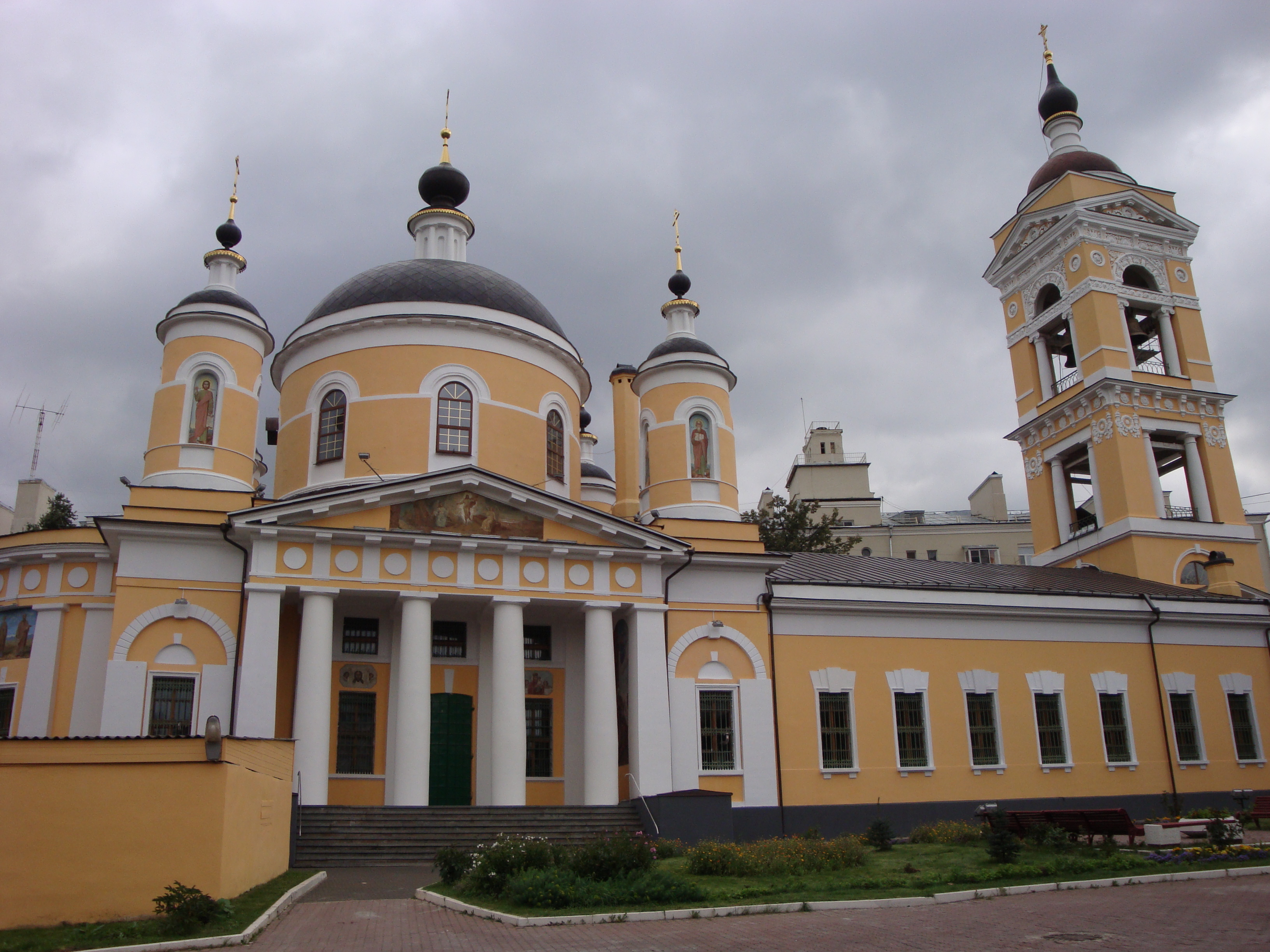
Троїцький собор

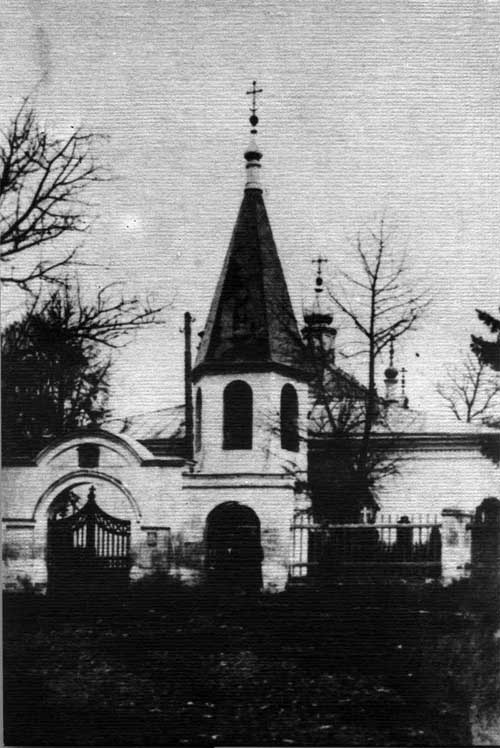
Воскресенська вулиця, церква Христового Воскресіння (1728). Початок XX століття. В цей час відновлена

На території міста розташовано декілька православних церков, серед яких виділяються Собор Трійці Живоначальної (також відомий в народі як Свято-Троїцький собор або Троїцький собор) і церква Воскресіння Словущого (Обновлення храму Воскресіння Христового в Єрусалимі).
Найвідомішою з них є Троїцький собор, збудований в 1819—1832 роках на честь перемоги у франко-російській війні 1812 року і який являє собою п'ятибанний собор в стилі ампір з тринефною трапезною і триярусною дзвіницею. Серед храмів південного Підмосков'я Троїцький собор єдиний має п'ятиглаве завершення. Архітектором собору є Осип Іванович Бове, знаменитий реконструкцією Москви після пожежі 1812 року. Троїцький собор створювався як композиційний центр міської забудови, тому для його будівництва був обраний високий пагорб над річкою Пахрою. Троїцький собор має свої святині: це Єрусалимська ікона Божої Матері, почитаемая подольчанами за визволення в 1866 році міста від холери, два мощовики з частинами мощей 140 святих, ікона новомучеників Подольських. В роки радянської влади Троїцький собор був єдиним чинним міським собором Московської області.
Одною з найстаріших церков Подольська є церква Воскресіння Словущого (або просто Воскресенська церква) на Червоній вулиці, яка згадується ще в писцових книгах 1627—1628 року, коли на території сучасного міста розміщувалось село Подол, яке є вотчиною московського Данилова монастиря. Перша церква була дерев'яною, що стало причиною пожежі в 1722 році. В 1728 році в Синодальний Казенний приказ було направлено звернення про будівництво кам'яного храму. Але після отримання дозволу, зведення храму затягнулось на 40 років. Наприкінці XVIII століття Воскресенська церква стала соборним храмом міста, а соборний настоятель — благочинним церков Подольського округу Московської єпархії. Але після побудови Троїцького собору храм став міською цвинтарною церквою. В середині столітті церква була відремонтована, був відновлений самостійний приход. Але з встановленням радянської влади була проведена конфіскація церковного майна, а в березні 1929 року Воскресенська церква була закрита. Навіть існували плани з перепланування православного храму під краєзнавчий музей з революційним відділом в головному вівтарі церкви. Внаслідок церква була значно зруйнована (в тому числі, знищена дзвіниця), і вона була перетворена в майстерню з виготовлення надгробних пам'ятників. На сусідньому цвинтарі, де були поховані померлі від епідемії холери 1848 року і закритому 1924 року, був побудований індустріальний технікум, а також встановлена спортивний і дитячий майданчики. Пізніше церква використовувалась і під інші господарські ціли. Перша божественна літургія відбулась тільки 1995 року. В період з 1995 по 1999 роки Воскресенська церква була фактично відроджена.

### Садиби
Одною з відомих атракцій міста є колишня садиба Івановське, у якій в теперішній час розміщені краєзнавчий музей і музей професійної освіти Росії. Вперше Івановське, як вотчина власність, згадується в писцових книгах 1627 року. Наприкінці XVII століття садиба належала окольничему Івану Івановичу Головіну і його нащадкам, у другій половині XVIII століття — фельдмаршалу Михайлу Федотовичу Каменському. Наприкінці XVIII століття Івановське перейшло у власність сенатору, двоюродному діду Льва Миколаєвича Толстого, графу Федору Андрійовичу Толстому. Саме за його замовленням був створений художній комплекс садиби. Композиційна вісь садиби проходить під'їзною алеєю, через центр садибного палацу і дальше терасами до річки Пахри. У центрі ансамблю — триповерховий корпус. Корпуси-крила витягнуті вздовж Пахри, вперед витягнуті бокові флігелі. Недалеко від парадного в'їзду розташований парковий павільйон. В лінію з головним будинком було збудовано двоповерхову будівлю театру, на бік від якого знаходився господарський двір. Після смерті Федора Толстого маєток перейшов до графа, генерал-губернатора Фінляндії (1823), Москви (1848—1859) Арсенію Андрійовичу Закревському, який провів реконструкцію Івановського: були надбудовані переходи, які з'єднюють центральну частину корпусу з крилами, у східному крилі розташувалась церква, була встановлена огорожа з кам'яними воротами. Пізніше Івановське було власністю графині Аграфени Федорівни Закревської, графині Софії Василівни Келлер і сім'ї Бахрушиних, які в 1916 році безкоштовно передали маєток Московському міському самоуправленню для влаштування лікувально-виховного закладу для дітей-сиріт.
Землі, на яких в наш час[коли?] розташована колишня садиба Плещеєво, відомі ще з XIV століття, коли вони належали чернігівському князю Федору Бяконту. Його молодший син, Олександр, який був боярином Дмитра Донського за свою широкоплечу фігуру отримав прізвисько Плещей, став родоначальником знаменитого роду Плещеєвих (звідси і назва садиби). В XVII столітті ці землі перейшли боярам Морозовим, а в подальшому — Василю Петровичу Поспелову (на його честь селяни назвали маєток Плещеєво Поспєловим або Поспєлковим). З другої половини XVII століття Плещеєво-Поспєлово належало статському раднику Олександру Івановичу Перепечину. На початку XIX століття Плещеєво перейшло до князю Олександру Олександровичу Черкасському, який в 1820 році замовив в архітектора Євграфа Дмитровича Тюріна проект своєї садиби. В результаті був збудований цегляний головний будинок в стилі класицизму і перший поверх людського флігеля (другий поверх був пізніше зведений архітектором Дмитром Андрійовичем Корицьким). Пізніше маєток був власністю сім'ї Лазарових, а потім фон Мекк. На їх запрошення в 1884 і 1885 роках в Плещеєво гостював російський композитор Петро Ілліч Чайковський, який написав тут «Концертну фантазію». В 1908 році власники передали садибу цементному заводу. В 1919 році в маєтку розміщувалась дитяча виправна колонія, з 1925 року — туберкульозний диспансер, у роки Другої світової війни — Подольська жіноча школа снайперів.
Варто відвідати також будинок-музей В. І. Леніна (сім'я Ульянових деякий час проживала в Подольську, і Ленін не раз відвідував місто).

### Міські скульптури
В місті розташоване багато пам'ятників, пам'ятних знаків, меморіальних таблиць. Найвідомішими з них є:
- Пам'ятник Леніну. Скульптор — З. І. Азгур, архітектор — Л. П. Земсков.[99] Встановлений на центральній площі міста, названої на його честь, 29 жовтня 1958 року. Лідер Жовтневої соціалістичної революції побував в місті в липні 1900 року. Раніше, у травні 1898 року, у Подольську оселилася сім'я Ульянових. В місто йшли листи Леніна, який в той час знаходився в засланні в Сибіру, з дорученням видання його праць, у зв'язку з революційним підпіллям. В дні, проведі в Подольську, Ленін продумав важкі питання транспортування першої загальноросійської нелегальної марксиської газети з-за кордону в Росію, позначені нелегальні явки і адреси (все те, що забезпечило вихід в світ «Іскри»).[100]
- Пам'ятник Курсантам Подольських військових училищ, які разом з частинами 43-й армії утримали натиск німецько-фашистських військ і допомогли виграти час для підтягування резервів до Москви. Автори: скульптори — Ю. Ричков і А. Мямлін, архітектори — Л. Земсков і Л. Скорб.[101] Відкритий 7 травня 1975 року на перехресті вулиці Кірова, Паркової вулиці і Архівного проїду. На пам'ятнику з нержавіючої сталі зображені троє курсантів (двоє з них тримають автомати, третій — тримає ліву руку піднятою), у верхній частині — зірка, ззаду пам'ятника — схема бойових дій подольських курсантів. Справа від пам'ятника розташований супровідний напис: «Мужності, стійкості, безсмертному подвигу подольських курсантів присвячується», зліва на земляному бруствері — довгоствольна пушка.
- Архітектурно-скульптурний ансамбль на Площі 50-річчя Жовтня, присвячений Другій Світовій війні 1941—1945 років. Автори — Ю. Любімов і Л. Земсков. Встановлений в листопаді 1971 року.[102] На великій бетонній плиті висічені радянські солдати, які рвуться в бій з гранатами і автоматами, а також слова: «Героям-подольчанам, життям своїм захистившим Батьківщину, честь і свободу». Перед меморіалом горить вічний вогонь. Справа від нього розташована стела.
- Пам'ятник-обеліск гренадерам Мілорадовича, павшим на Подольській землі 1812 року. Відкритий 2 жовтня 1912 року до 100-річчя франко-російської війни 1812 року. В роки радянської влади був перероблений в пам'ятник Карлу Марксу, але 1995 року був відновлений.[102] Розташований на Соборній площі перед Троїцьким собором між вулицями Великою Зельоновською, Лютневою і Революційним проспектом. Увінчаний Олександрівським гербом. На пам'ятнику таблиця: «22 вересня 1812 року. Росіяни під керівництвом Генерала Мілорадовича, воюючи весь день між с. Вороновим і Тарутіним з корпусом Мюрата, перегородили французам шлях до табору російської армії на чолі з Кутузовим».
- Пам'ятник Віктору Васильовичу Талаліхіну. Скульптор — З. І. Азгур, архітектор — Л. П. Земсков. Відкритий 9 травня 1960 року на засоби, зароблені комсомольцями. Розміщений в Центральному міському парку ім. В. В. Талаліхіна. Пам'ятник являє собою бюст героя на гранітному постаменті. На постаменті — надпис «Віктору Таліліхіну» і металічна дошка з його біографією і описом подвигу.
- Пам'ятник Михайлу Ілларіоновичу Кутузову. Скульптор — Удалова С. М., архітектори — Любарська О. Г., Кудріна С. В. Відкритий в 1995 році. Розміщений в мікрорайоні Кутузово на перехресті вулиць Соснова і Бородинська. Являє собою 22-метрову композицію, на вершині якої скульптура Архангела Михаїла з нержавіючої сталі.[103]
- Пам'ятник Катерині II. Скульптор — Рожников А. А., архітектор — Тихомиров М. В. Відкритий 14 вересня 2008 році. Розміщений в Катерининському сквері недалеко від Вокзальної площі. На пам'ятнику запечатлена імператриця в момент підписання Указа від 5 жовтня 1781 року, де значиться запис: «…всемилостивейше повелеваем переименовать городомъ экономическое село Подолъ…»[104]
- Пам'ятник Олександру Сергійовичу Пушкіну. Автор: Віктор Михайлович Михайлов. Відкритий 6 червня 1999 року і встановлений до 200-річчя з дня народження поета. Розташований в сквері справа від будинку Адміністрації Подольська (пропонувались і інші місця для встановлення: маєток Івановське, сквер перед БК Лепсе, площа-сквер біля старого міського комітету). Па'мятник являє собою бюст поета з червоно-коричневого граніту, який стоїть на колоні з чорного граніту. Розташування рук поета близьке до портрету Кіпренського, при цьому права рука покладена на плече, а ліва — на бюст. На постаменті напис: «Мой друг, отчизне посвятим души прекрасные порывы».[105]
- Бронзова скульптура «Правосуддя». Автор — Д. В. Кукколос. Встановлена 23 грудня 2005 року на території нової будівлі Подольського міського суду. Подольськая богиня правосуддя має класичні атрибути (ваги, меч, пов'язка на очах), а також тримає в правій руці щит з зображенням гербу Росії.[106]

### Установи культури

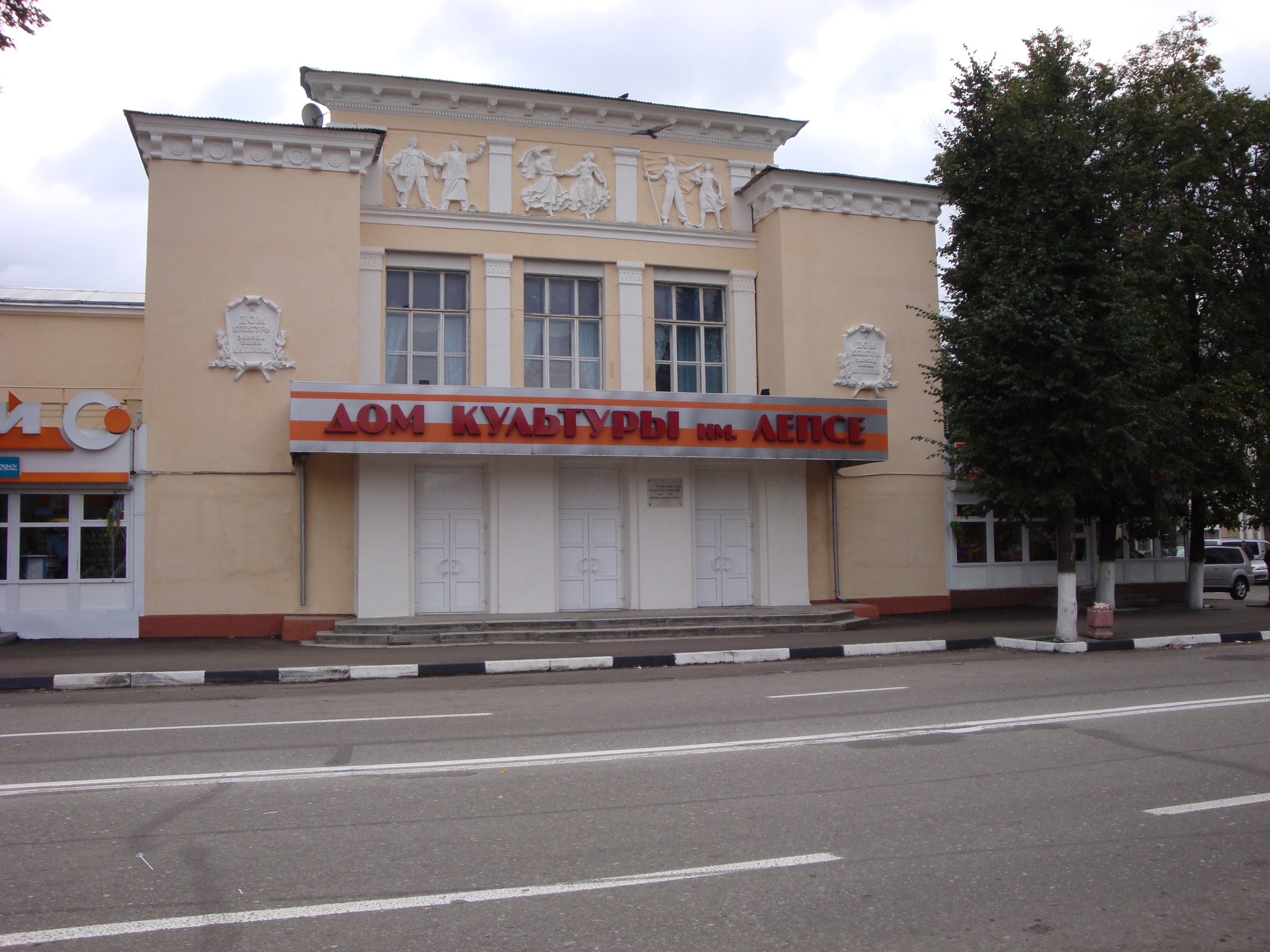
Головний вхід в БК ім. Лепсе

В місті діє краєзнавчий музей, історико-меморіальний заповідник «Подолля», музей профтехосвіти Росії, виставковий зал, 9 будинків культури (найбільші — БК ім. Лепсе, БК «Жовтень», БК ім. Карла Маркса), кіноконцертний зал.
Подольский краєзнавчий музей був відкритий 11 червня 1971 року і в наш час[коли?] розташований в західному флігелі садиби «Івановське». Експозиція музею присвячена історії міста Подольська і його околиць. Експозиційно-виставкова площа становить 150 м², середня кількість відвідувачів в рік — 35,5 тисяч людей. В структурі музею також є архів, наукова бібліотека і експертна група.
Особливу увагу представляє історико-меморіальний музей-заповідник «Подолля», відкритий 7 листопада 1937 року і який розміщений в будинку вчительки В. П. Кедрової, де у 1900 році жили рідні В. І. Леніна. Основу музею складає будинок-музей Леніна, крім того, постійна експозиція також присвячена історії, культурі і побуту Подольська XIX—XX століття. Експозиційно-виставкова площа становить 300 м², паркова — 13,1 га, середня кількість відвідувачів в рік — 1700 людей. В структурі музею є наукова бібліотека і експертна група.

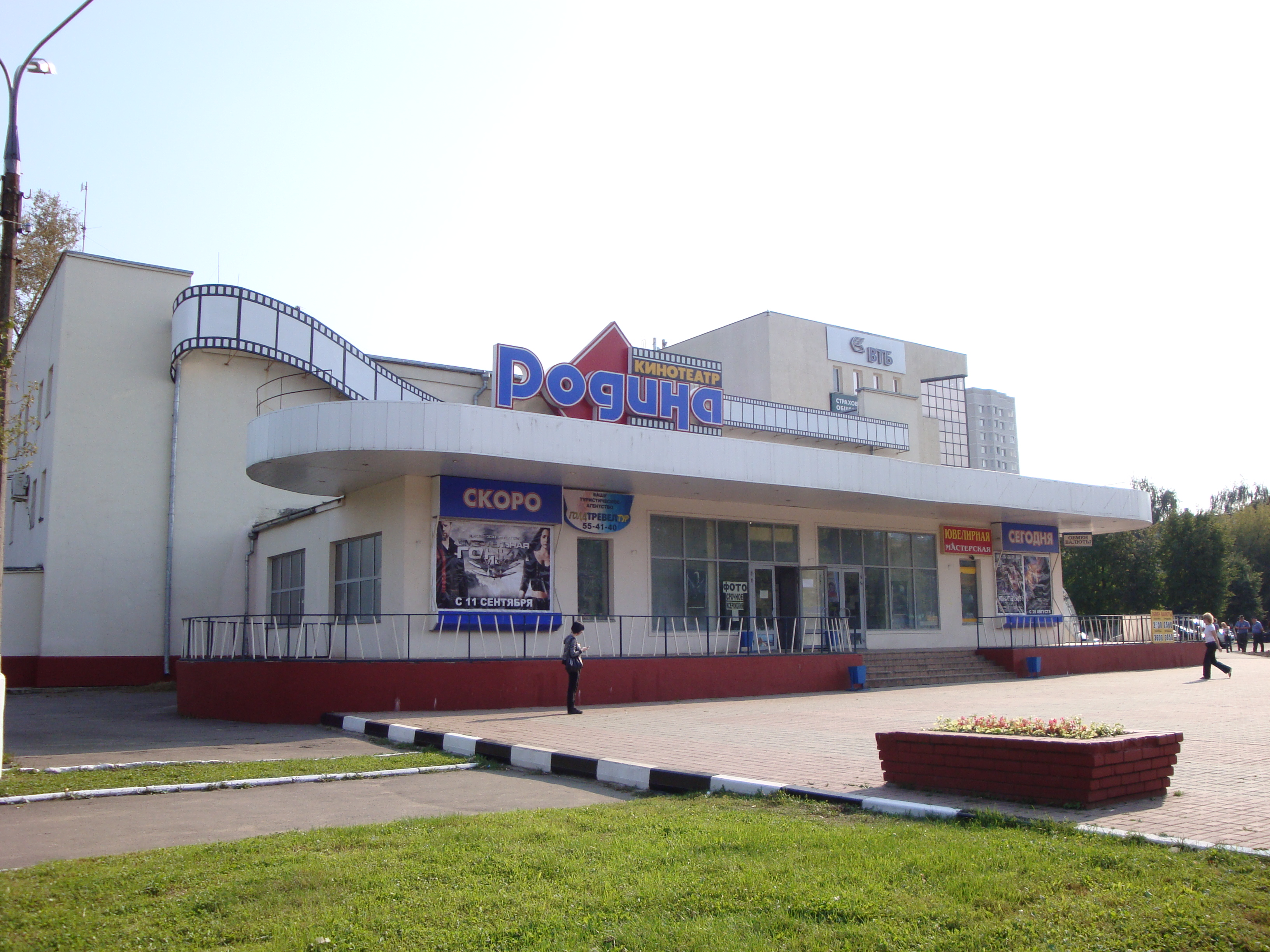
Кінотеатр «Батьківщина»

В місті є розгалужена бібліотечна система, яка включає в себе 16 бібліотек. Найважливіші з них — Центральна міська бібліотека, розташована на вулиці Свердлова і яка має 13 філій, і Центральна міська дитяча бібліотека, розташована на Революційному проспекті. В останні роки в багатьох з них були проведені капітальні ремонти, організовані комп'ютеризовані робочі місця для читачів, створюється локальна мережа для організації єдиного інформаційного простору. У 2007 році послугами муніципальних бібліотек скористались понад 40 тисяч читачів, а загальний бібліотечний фонд становив понад 500 тисяч екземплярів книг. В 1886 році в Подольську була видана перша брайлевська книга російською мовою.
З 27 червня 1977 року в місті діє Подольський виставковий зал, у якому одночасно розміщується не менше чотирьох експозицій. Постійна експозиція присвячена Великій Вітчизняній війні. Експозиційно-виставкова площа становить 1100 м², середня кількість відвідувачів в рік — 22 667 людей. На території колишнього заводу фруктових вод в цей час[коли?] ведеться будівництво соціально-культурного центру з розміщенням в ньому міської картинної галереї (здача — в 2010 році).
Найбільшим закладом культури Подольська є Палац культури «Жовтень», збудований 1975 року Рішення про будівництво було прийнято керівництвом Подольського електромеханічного заводу ще в 1960-х роках, так як колишній робочий клуб не мав достатніх площ для того, щоб вмістити всі колективи художньої самодіяльності. В 1998 році БК став муніципальним закладом культури. В наш час[коли?] в «Жовтні» розміщується театрально-концертний зал на 850 людей, великий спортивний, танцювальний зал, хореографічний клас, постійно проводяться концерти, вистави, свята. Творчий колектив має у своєму складі фольклорний ансамбль «Джерела», ансамбль народного танцю «Пульс часу», музична студія «Веселка» та інші.
У 2008 році на базі провідних театральних колективів був створений Подольський драматичний театр. В місті також є два кінотеатри: «Батьківщина» і «Каро Фільм», який став в 2003 році першим в Підмосков'ї багатозальним кінотеатром.
В Подольську розташований Центральний архів Міністерства оборони Російської Федерації.

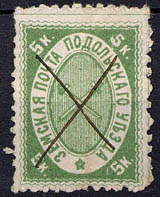
Земська марка Подольського уїзда (1878, № 4)

### Подольськ у філателії
За часів Російської імперії на території Подольского уезда діяла земська пошта, яка випустила з 1871 по 1895 рік поштові марки 11 видів. Малюнок всіх марок був схожим і містив зображення перехрещених кірок — основного елементу історичного гербу уездного міста.
В Радянському Союзі і сучасній Росії не було випущено ні однієї спеціальної поштової марки, посвященной цьому місту.

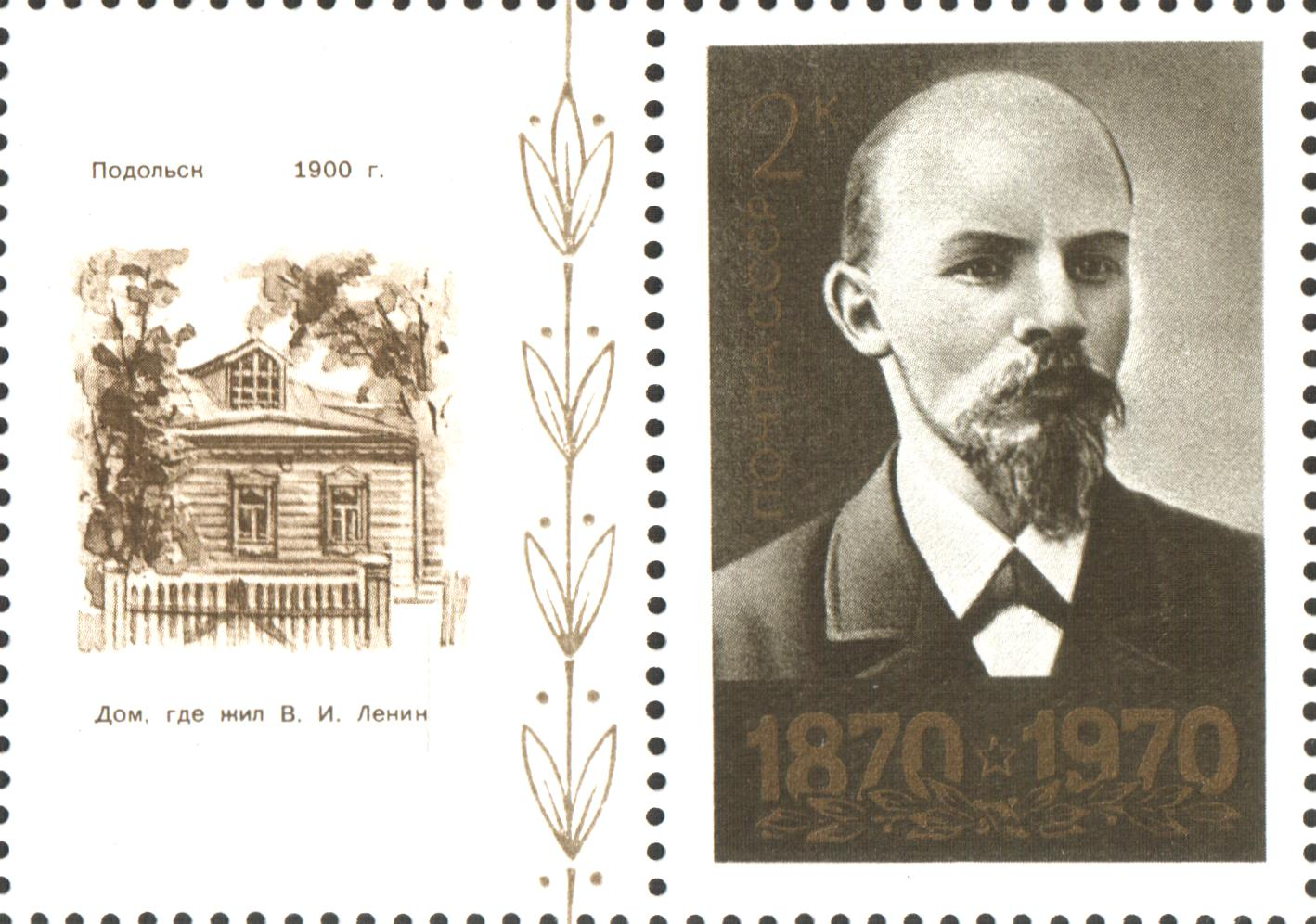
Марка СРСР 1970 року з портретом молодого Леніна і купоном, на якому зображений будинок в Подольську, де жив Ленін в 1900 році

Але в 1970 році виходила комеморативна серія з десяти марок і одного поштового блоку «100-річчя з дня народження В. І. Леніна», авторами якої стали художники І. Мартинов і Н. Черкасов Шаблон:ЦФА. Весь тираж десятимарочної серії був виданий в малих листах по вісім однакових марок, обрамлених лавровим листям, і 16 купонів із зображенням пам'ятних місць, пов'язаних з життям і діяльністю Леніна.
На одному з марочних листів Шаблон:ЦФА є купон із зображенням будинку в Подольську (пізніше — Будинок-музей В. І. Леніна), у якому жила сім'я Ульянових і в якому 1900 року зупинявся Ленін.
Міністерством зв'язку СРСР були також випущені п'ять художніх маркованих конвертів з подольськими сюжетами, і на трьох з них був зображений ленінський будинок-музей:
- 1966 (№ 4493) — Подольськ. Будинок-музей В. І. Леніна.
- 1969 (№ 6491) — Подольск. Будинок-музей В. І. Леніна.
- 1981 (№ 15092) — 200 років місту Подольськ.
- 1984 (№ 317) — Подольськ. Будинок-музей Леніна.
- 1986 (№ 510) — Подольськ Московської області. Па'мятник Подольським курсантам.

Крім цього, подольська пошта виробляла на початку 1990-х років власні провізорії.

## Спорт

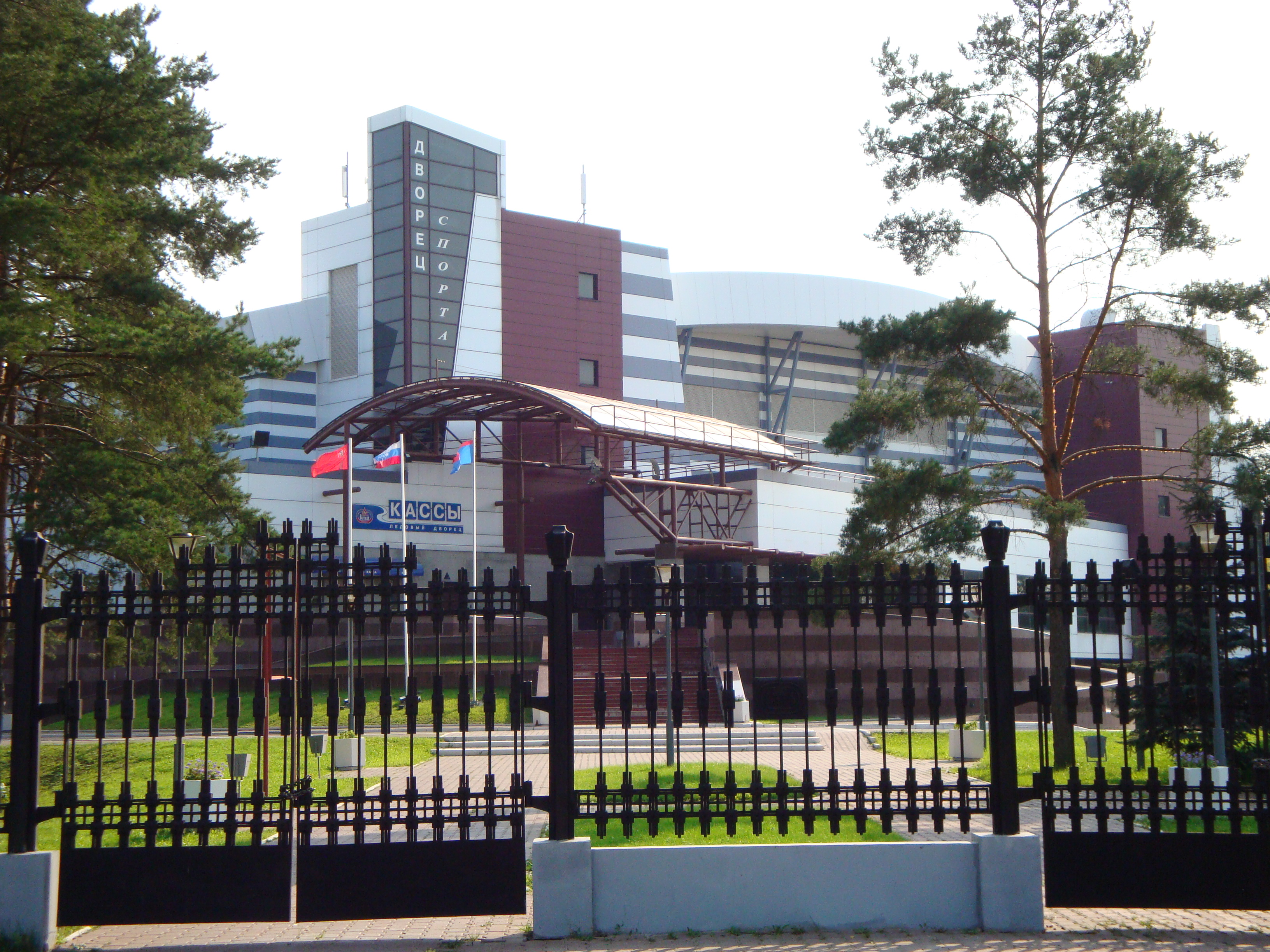
Льодовий палац спорту «Витязь»

В місті розташовані спортивні споруди — льодовий палац спорту «Витязь», палац «Спорт-сервіс», спортивні клуби «БК Жовтень» і «Космос». Кінноспортивні комплекси «Фаворит» і «Престиж».
Найвідомішою спортивною трибуною міста є льодовий палац «Витязь», збудований в 2000 році і розрахований на 5500 людей. Основна будівля комплексу включає в себе арену зі штучним льодовим покриттям, ресторан, кафе-бар для журналістів, 5 кафе швидкого обслуговування. До основної будівлі примикає критий тенісний корт. Окрім спортивних заходів у комплексі проводяться різноманітні концерти, масові заходи, зйомки телепередач. В тих цілях льодовий майданчик перетворюється в концертну сцену і партер (вмістимість партера і трибун — 6800 людей). Спочатку льодовий палац «Витязь» був домашньою ареною для однойменної хокейної команди, яка виступає в чемпіонаті Росії. Але в 2003 році вона переїхала в місто Чехов. В наш час[коли?] льодовий палац є ареною хокейного клубу «Рись», заснованого в 2008 році який виступає в Вищій Лізі.

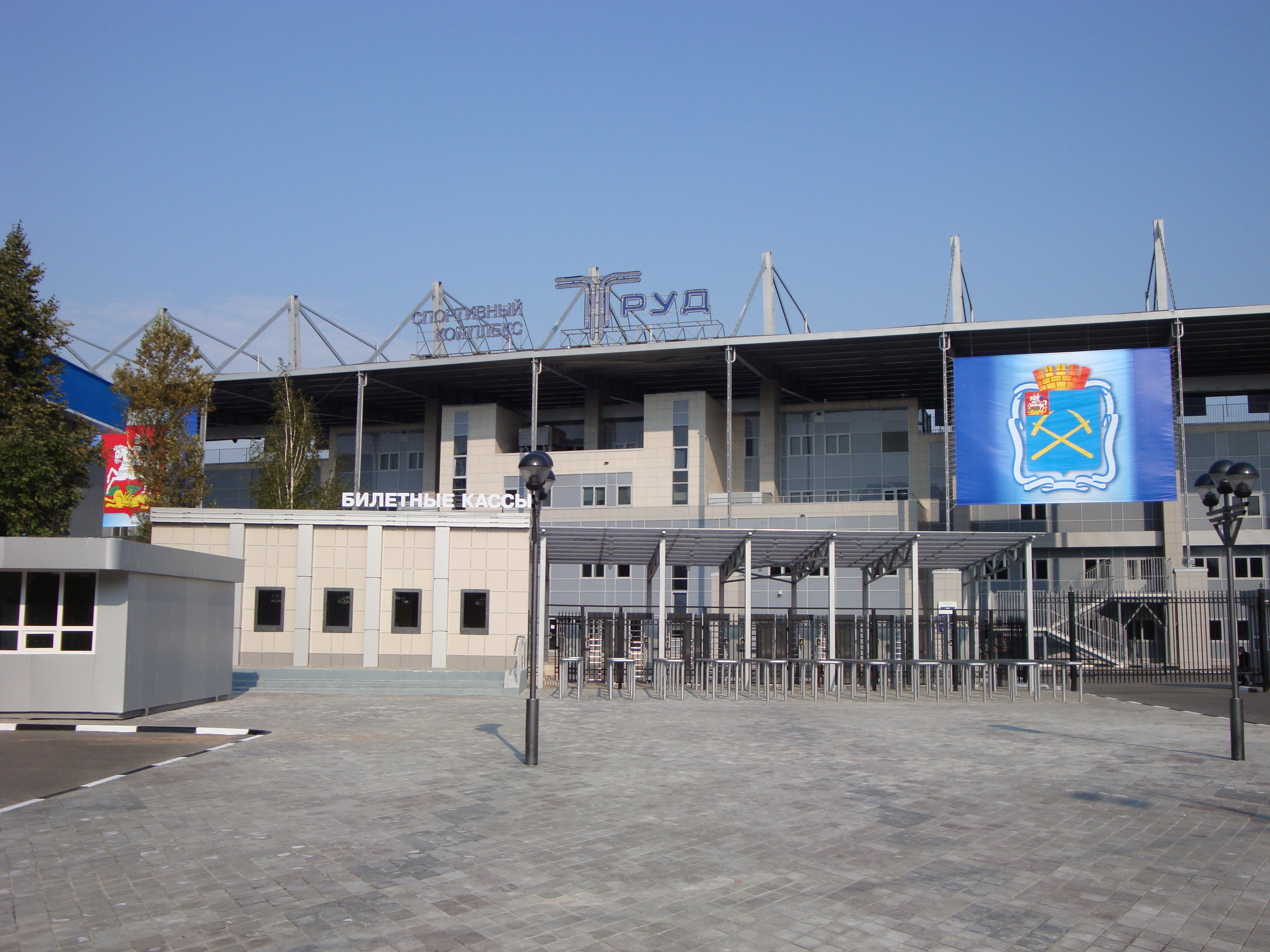
Стадіон «Труд».

13 вересня 2008 року після реконструкції був відкритий стадіон «Труд», який являв собою двотрибунний комплекс на 13 тисяч глядачів з футбольним полем і біговими доріжками. Старий стадіон, який вміщав 22 500 глядачів, був найбільшим в Московській області. Крім цього, воно було єдиним в Московській області, де «ночував» Олімпійський вогонь 1980 року: літом того року в місті прошла естафета вогню. В місті довгий час зберігались рідкісні старі радянські ліхтарні стовпи-торшери з олімпійськими кільцями. Останні були демонтовані в 2000-х роках під час реконструкції Алеї Рятівників і скверу на вул. Стекольникова. Під двома трибунами нового стадіону розташовані шість спортивних залів. Під східною — для єдиноборств, хореографії і загальної фізичної підготовки. Під західною трибуною — ігровий, для шейпінгу і кардіозал. Під однією з трибун також розмістився готель на 84 місця. Стадіон «Труд» повинен стати домашньою ареною для футбольного клубу «Витязь», який виступає в першості Росії з футболу.
У 2007 році була відкрита тенісна академія для підготовки спортсменів для великого тенісу. Академія розташована поруч з льодовим палацом «Витязь». Їй належать 4 криті і 5 відкритих кортів, тренажерний зал і готельний комплекс. У жовтні 2007 року академія приймала Кубок губернатора Московської області з тенісу.
В місті побудовані сучасні бази для підготовки лижної збірної Росії. Ведеться підготовка спортсменів з настільного тенісу, боксу, дзюдо, греко-римської боротьби, хокею, волейболу.

## Зв'язок і ЗМІ

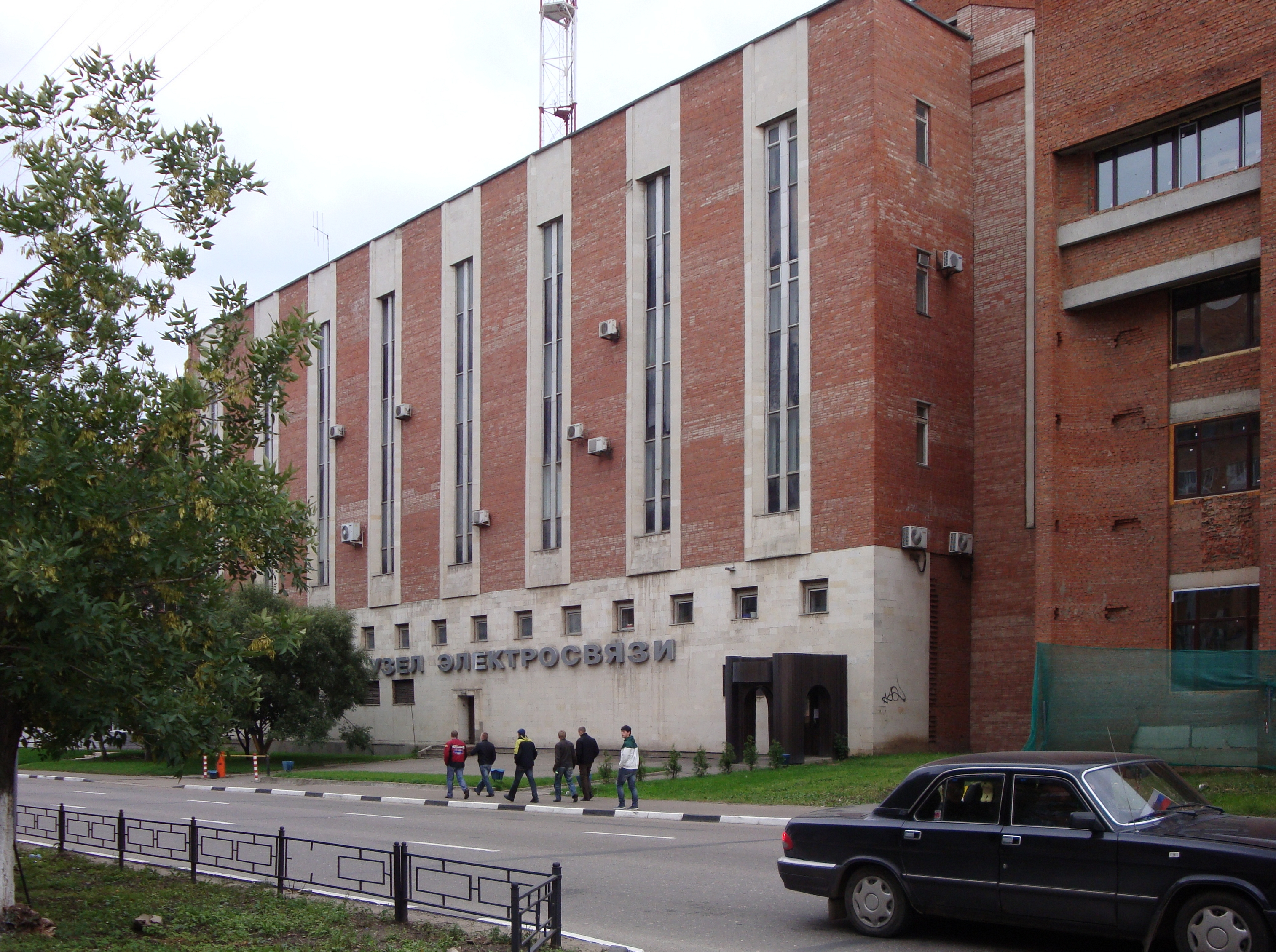
Подольський вузол електрозв'язку

В Подольську мовлять як федеральні, так і регіональні телевізійні канали. Їх кількість становить 40 каналів. Крім цього, у місті є і власний телеканал «Кварц», створений у 1993 році і в цей час[коли?] є мережевим партнером ТК ТНТ. Програми каналу можуть також приймати жителі Климовська, Щербинки, Видного, Домодєдово. Час мовлення — близько 5 годин на добу.
В місті діє Подольська редакція радіомовлення, яка є філіалом ДТРК «РТВ-Підмосков'я». Редакція була заснована 19 жовтня 1927 року і щотижнево забезпечує мовлення 6 годин 40 хвилин. В Подольську видається декілька газет, найбільша з них — суспільно-політична газета «Подольський робочий», увидевшая свет в июне 1917 року під назвою «Известия Подольского Совета рабочих и солдатских депутатов» (у 1923 році газета була перейменована). Газета виходить три рази на тиждень: вівторок, четвер і суботу. Сертифікований тираж становить 11 500 екземплярів. Розповсюджується в містах Подольськ, Климовськ, Щербинка, Троїцьк, Подольському районі. Також існує заводський друк (наприклад, газета «Знамя труда» машинобудівного заводу «ЗіО-Подольськ»). В місті видаються і інші газетні видання (в основному рекламного змісту): «Витязь-пресс», «В ритме города — Подольск», «Ваш шанс», «Виадук», «Пресс-базар», «Наш круг», «Дом. Авто. Досуг».
В Подольську використовуються шестизначні телефонні номери. Код міста — 4967. Основний оператор стаціонарного зв'язку — Подольський вузол електрозв'язку, який є структурним підрозділом Московського філіалу ВАТ «ЦентрТелеком». Крім цього, послуги телефонного зв'язку надають і інші місцеві компанії. У 2008 році кількість абонентів телефонного зв'язку становила 67 120 людей.
Інтернет-послуги надають декілька інтернет-провайдерів: «Домолінк» (xDSL), «Інет» (dial-up, xDSL), «Інфосет» (dial-up, xDSL), «Сілінет». Крім цього, компанії «Кварц», «П-Т-К», «Точка Dоступа», «RialCom» надають послуги через кабельні мережі високошвидкісного доступу. Не зважаючи на те, що Подольськ знаходиться всього за 15 км від МКАД, вартість послуг Інтернет значно вища, ніж в Москві. У 2008 році кількість користувачів Інтернету в місті становила 12 962.

## Відомі люди Подольська
|  |  |  |  |  |

Відомі люди, які родилися і жили в Подольську:
- Алабін Петро Володимирович (1824—1896) — російський громадський і суспільний діяч, почесний громадянин міста Вятки, Самари і Софії.
- Баланов Андрій Володимирович (народ. 1976) — російський боксер-аматор, обладатель Кубка світу (2005), чемпіон Європи (2006), чемпіон Росії (2004, 2005 і 2007), бронзовий призер Ігор доброї волі (2001) і Кубку світу (2002). Фіналіст чемпіонату Росії (1999, 2001, 2002).
- Бєлов Валерій Геннадійович (народ. 1967) — російський хокеїст, виступав за подольський «Витязь» наприкінці 1990-х — початку 2000-х. Пізніше став тренером клубу. Сьогодні — другий тренер казанського «Ак Барса», з яким завоював два чемпіонських звання.
- Борисов-Мусатов Віктор Ельпідіфорович (1870—1905) — російський художник, живописець, майстер символічних зображень «дворянських гнізд»; жив в місті в 1903—1904 роках.
- Грязев Василь Петрович (1928—2008) — російський конструктор автоматичного артилерійського і стрілецького озброєння.
- Єпрев Максим Сергійович (род. 1988) — російський хокеїст.
- Корольов Лев Миколайович (род. 1926) — системний програміст і математик, член-кореспондент РАН.
- Круглов Віктор Михайлович (народ. 1955) — радянський футболіст, захисник, гравець збірної СРСР, мастер спорту міжнародного класу.
- Кудряшов Олександр Михайлович (1939—?) — радянський футболіст, нападник.
- Макаров Сергій Олександрович (род. 1973) — російський легкоатлет, метач списа, чемпіон світу, призер Олімпійських ігор.
- Похльобкін Вільям Васильович (1923—2000) — радянський, російський вчений, історик, географ, журналіст і письменник.
- Рудінштейн Марк Григорович (род. 1946) — актор, продюсер, один із засновників кінофестивалю «Кінотавр» в Сочі.
- Сагалова Дарія Дмитрівна (народ. 1986) — російська актриса, в основному відома за телесеріалами «Щасливі разом» і «Клуб».
- Смоляков Андрій Ігорович (народ. 1958) — заслужений і народний артист Росії, радянський і російський актор театру і кіно.
- Тютін Олександр Вікторович (народ. 1962) — радянський і російський актор театру і кіно, режисер театру.
- Ульянов Дмитро Ілліч (1874—1943) — відомий революціонер і партійний діяч, молодший брат відомих революціонерів Олександра і Володимира Ульянових.
- Хованов Микола Васильович (народ. 1945) — російський математик, спеціаліст в області теорії імовірностей, професор СПбДУ.
- Шаповалов Михало Анатолійович (народ. 1942) — літератор, поет, член Спілки письменників (з 1978 року).

## Міста-побратими і партнери
З 1996 року Подольськ є членом міжнародної асоціації «Поріднені міста», беручи з тих пір активну участь в різних програмах співропраці з зарубіжними країнами.
| Прапор країни      | Місто, регіон                   | Країна             | Документ про співпрацю | Дата підписання документу       |
| ------------------ | ------------------------------- | ------------------ | --- | ------------------------------- |
| Австрія            | Амштеттен                       | Австрія            | Угода про встановлення дружніх відносин | 18 вересня 1995                 |
| Чорногорія         | Бар                             | Чорногорія         | Договір про встановлення спороднених зв'язків | 8 червня 2004                   |
| Україна            | Біла Церква                     | Україна            | Угода про встановлення партнерських відносин | 30 квітня 2007                  |
| Білорусь           | Борисов                         | Білорусь           | Договір про встановлення побратимських зв'язків | 18 червня 1992                  |
| Молдова            | Бєльці                          | Молдова            | Протокол намірів про співпрацю | 12 лютого 2004                  |
| Вірменія           | Ванадзор                        | Вірменія           | Договір про спороднення | 24 травня 2004                  |
| Польща             | Вармінсько-Мазурське воєводство | Польща             | Договір про встановлення економічної співпраці | 16 січня 1995                   |
| Болгарія           | Каварна                         | Болгарія           | Угода про дружбу, партнерство і співпрацю | 3 квітня 2006                   |
| Чехія              | Кладно                          | Чехія              | Угода про заключення побратимських зв'язків | 23 березня 1966                 |
| Північна Македонія | Охрид                           | Північна Македонія | Протокол про наміри встановити відносини дружби і співпраці | 23 березня 2004                 |
| Грузія             | Квемо-Картлийський край         | Грузія             | Договір про торгово-економічну співпрацю | 22 серпня 1996                  |
| Франція            | Сент-Уен                        | Франція            | Угода про встановлення побратимських зв'язків | 29 грудня 1966                  |
| Республіка Абхазія | Сухумі                          | Абхазія            | Договір про встановлення дружніх зв'язків і ділового партнерства | 15 червня 2006                  |
| Німеччина          | округ Трір-Ланд                 | Німеччина          | Угода про встановлення дружніх зв'язків | 25 травня 1992                  |
| КНР                | Хэнъян                          | Китай              | Угода про встановлення спорідненого зв'язку | 24 липня 1993                   |
| Україна            | Чернівці                        | Україна            | Угоду про встановлення споріднених зв'язків і співпраці в торгово-економічній, науково-технічній і гуманітарно-культурній сферах було розірвано в зв'язку із агресією Російської Федерації проти України | 18 жовтня 2001 — 27 лютого 2016 |
| Болгарія           | Шумен                           | Болгарія           | Договір про співпрацю | 1 червня 2004                   |
| Росія              | Енгельс                         | Росія              | Угода про встановлення співпраці | 26 січня 2001                   |